# Versailles
Pour les articles homonymes, voir Château de Versailles et Versailles (homonymie).
« Versaillais » redirige ici. Pour les autres significations, voir Versaillais (homonymie).
Versailles (/vɛʁ.saj/) est une commune française, chef-lieu du département des Yvelines dans la région Île-de-France, mondialement connue pour son château ainsi que pour ses jardins, sites classés sous l’égide de l'UNESCO dans la liste du patrimoine mondial de l’humanité. D'après le recensement de 2015, la population de la ville est de 85 771 habitants.
Ville nouvelle créée par la volonté du roi Louis XIV, elle fut le siège du pouvoir politique français pendant un siècle, de 1682 à 1789, mais également en 1871 et devint un des berceaux de la Révolution française, avec la ville de Vizille (qui commença la Révolution le 21 juillet 1788).
Après avoir perdu son statut de ville royale, elle devint le chef-lieu du département de Seine-et-Oise en 1790, puis celui des Yvelines en 1968, et d'un évêché.
Versailles est aussi historiquement connue pour avoir été le lieu de signature de deux traités : le traité de Paris de 1783, qui termina la Guerre d'indépendance américaine, et le traité de Versailles signé à l'issue de la Première Guerre mondiale.
Située dans la banlieue ouest de la capitale française, à 17,1 km du centre de Paris, Versailles est au XXIe siècle une ville résidentielle aisée avec une économie principalement tertiaire et constitue une destination touristique internationale de premier plan.
C'est toujours à Versailles que se réunissent en congrès au château, députés et sénateurs, pour y ratifier toute modification de la constitution.
Siège de l'université Versailles-Saint-Quentin (UVSQ) et accueillant de nombreuses entreprises, la ville fait partie du projet de pôle de compétitivité technologique Paris-Saclay.

## Géographie

### Localisation
La commune de Versailles se trouve à 16,8 kilomètres au sud-ouest de la cathédrale Notre-Dame de Paris. Bien qu'elle en soit le chef-lieu, elle est totalement excentrée par rapport au département des Yvelines, puisqu'elle est en fait limitrophe du département des Hauts-de-Seine.

### Communes limitrophes
Les communes limitrophes sont Vaucresson, Marnes-la-Coquette et Ville-d'Avray au nord-est (toutes trois communes des Hauts-de-Seine), Viroflay à l'est, Vélizy-Villacoublay et Jouy-en-Josas au sud-est, Buc au sud, Guyancourt au sud-ouest, Saint-Cyr-l'École à l'ouest, Bailly, au nord-ouest et au nord Le Chesnay-Rocquencourt.

### Géologie et relief
Versailles se trouve dans une vaste cuvette aux sols sableux à base argileuse, mais aussi marno-calcaires à l'endroit du grand bassin du château, ce qui explique le caractère marécageux du lieu, à l'origine. La cuvette proprement dite est située entre 100 et 150 mètres d'altitude. Elle est entourée de hauteurs boisées culminant à près de 180 mètres : au sud le plateau de Satory, recouvert de limons des plateaux, à l'est la forêt de Meudon et le plateau de Vélizy, au nord la forêt de Fausses-Reposes. La commune est prolongée à l'ouest par la plaine de Versailles. Le relief a été aplani au moment de l'édification du château de Versailles. Les dépressions, occupées par des étangs aujourd'hui disparus ou transformés en bassins, ont été comblées. La butte Montbauron, culminant à 157 mètres, est un relief isolé formant une éminence au centre de la ville.
Ce site ne dispose d'aucun cours d'eau important, caractéristique assez rare pour une ville de cette importance. Il est drainé par deux ruisseaux, le ru de Marivel, qui coule vers l'est et rejoint directement la Seine à Sèvres, et le ru de Gally qui rejoint vers l'ouest la Mauldre à Beynes. Ces cours d'eau ont été modifiés par l'urbanisation : le cours du ru de Gally a été amputé lors de la construction du château et du creusement du Grand Canal dont il est l’émissaire naturel tandis que le ru de Marivel est aujourd'hui devenu un égout entièrement couvert.

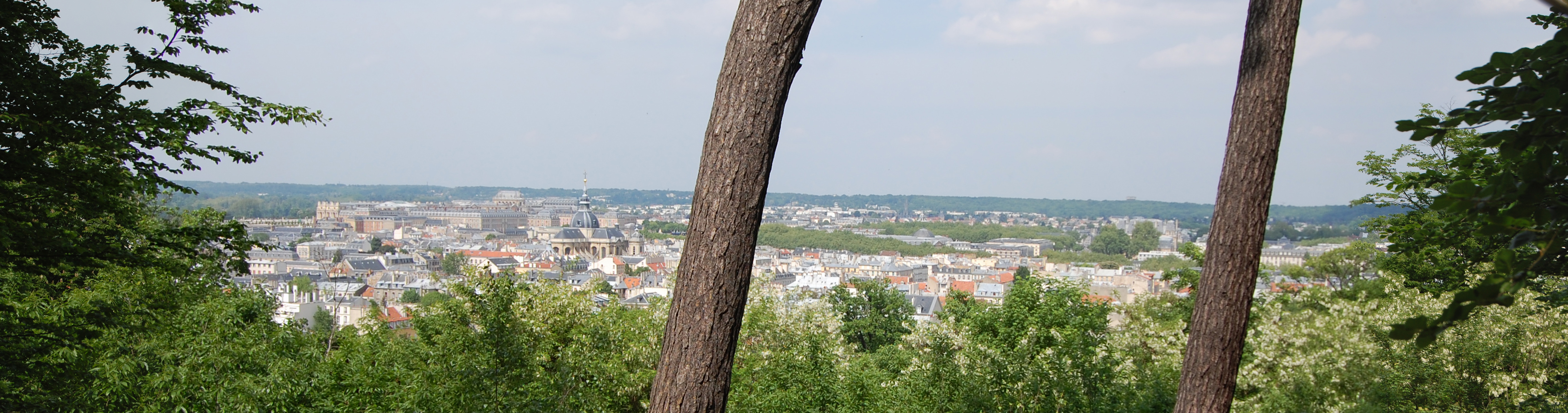
Versailles depuis les hauteurs de Satory, avec notamment le château de Versailles et la cathédrale Saint-Louis.

### Climat
Pour des articles plus généraux, voir Climat de l'Île-de-France et Climat des Yvelines.
En 2010, le climat de la commune est de type climat océanique dégradé des plaines du Centre et du Nord, selon une étude du CNRS s'appuyant sur une série de données couvrant la période 1971-2000. En 2020, Météo-France publie une typologie des climats de la France métropolitaine dans laquelle la commune est exposée à un climat océanique altéré et est dans la région climatique Sud-ouest du bassin Parisien, caractérisée par une faible pluviométrie, notamment au printemps (120 à 150 mm) et un hiver froid (3,5 °C).
Pour la période 1971-2000, la température annuelle moyenne est de 11,1 °C, avec une amplitude thermique annuelle de 15,2 °C. Le cumul annuel moyen de précipitations est de 662 mm, avec 10,8 jours de précipitations en janvier et 7,9 jours en juillet. Pour la période 1991-2020, la température moyenne annuelle observée sur la station météorologique la plus proche, située sur la commune de Toussus-le-Noble à 6 km à vol d'oiseau, est de 11,5 °C et le cumul annuel moyen de précipitations est de 677,0 mm,. Pour l'avenir, les paramètres climatiques de la commune estimés pour 2050 selon différents scénarios d'émission de gaz à effet de serre sont consultables sur un site dédié publié par Météo-France en novembre 2022.

### Voies de communication et transports

#### Voies routières

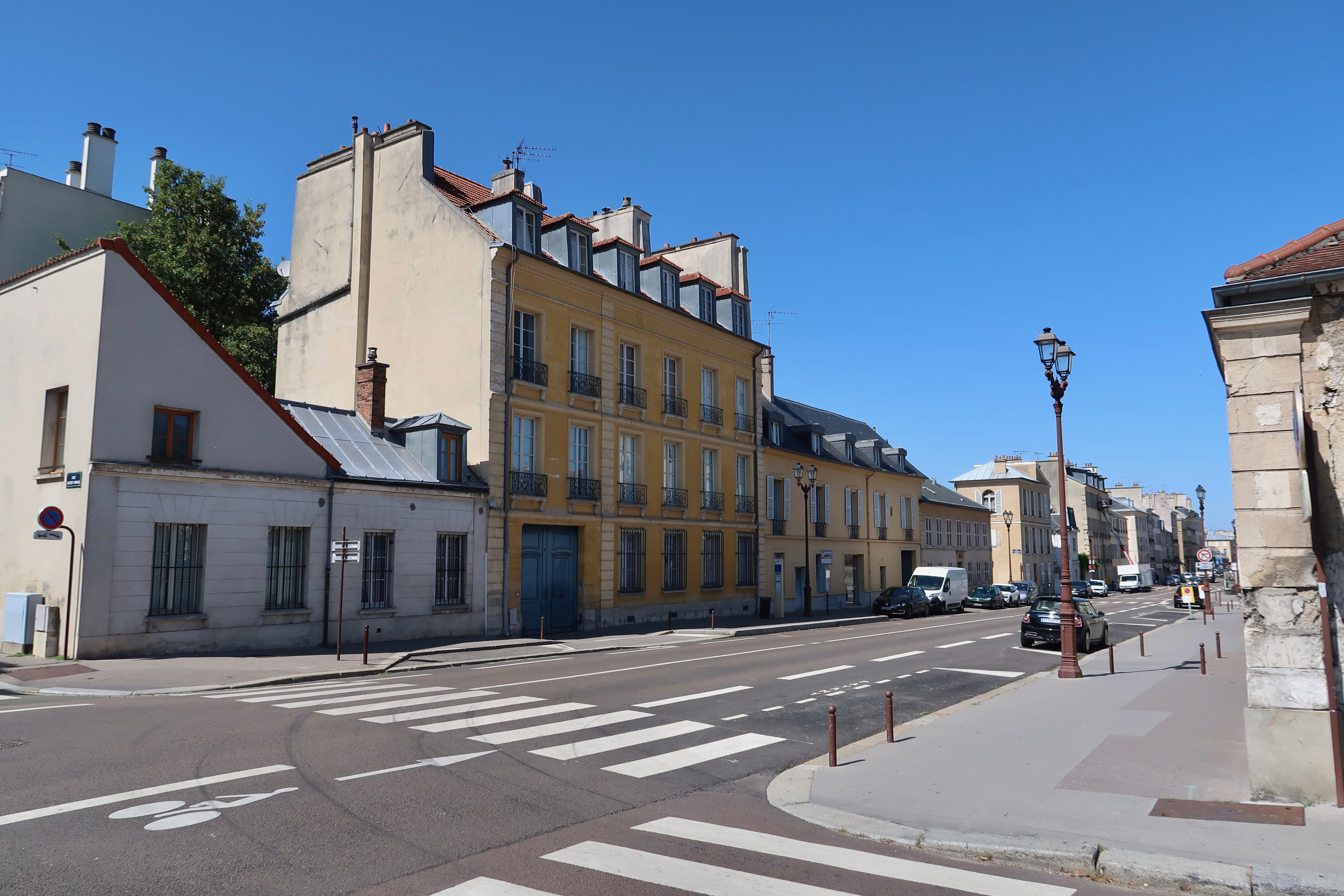
Rue Royale.

La desserte routière est assurée depuis l'origine par la route de Paris à Chartres, devenue la RN 10, déclassée en RD 10 de Viroflay à Montigny-le-Bretonneux. Dans Versailles, cette route aboutit à la place d'Armes devant le château, sous le nom d'avenue de Paris, et continue vers l'ouest à la lisière sud du parc de Versailles passant entre le château et la pièce d'eau des Suisses. Les accès à la ville sont assurés de nos jours par une série de voies à caractéristiques autoroutières. Ce sont :
- au nord, l'A13 (autoroute de Normandie) dont les échangeurs 5 et 6 donnent accès à Versailles. Elle se prolonge par l'A12 qui contourne la commune par l'ouest ;
- au sud, la RN 12 dont les échangeurs 2 à 4 donnent accès à la ville. Commençant au pont Colbert, elle longe le quartier de Satory en direction de Saint-Cyr-l'École vers Brest via Dreux, Alençon, Rennes et Saint-Brieuc ;
- à l'est, le tronçon ouest de l'A86 sous forme d'un tunnel à péage comprenant deux voies de circulation superposées reliant Versailles (Pont Colbert) à Rueil-Malmaison.

#### Transports ferroviaires
Sur le plan ferroviaire, la commune est desservie par trois lignes de voyageurs, dont les trois principales gares sont :
- Versailles-Chantiers : 71 000 voyageurs par jour[10], elle dessert Paris Montparnasse en 12 minutes avec des trains directs, La Défense avec la ligne U et se trouve au centre d'une étoile ferroviaire vers Saint-Quentin-en-Yvelines, Rambouillet, Chartres, Plaisir, Mantes-la-Jolie et Dreux, et permet une desserte directe en TGV vers Lyon, Marseille et Rouen, et en TER vers Granville ;
- Versailles-Château-Rive-Gauche : 21 000 voyageurs par jour[10], elle est un des terminus du RER C ;
- Versailles-Rive-Droite : 13 000 voyageurs par jour[10], elle dessert notamment La Défense et Paris Saint-Lazare ;
- Montreuil : 6 000 voyageurs par jour[10], elle dessert notamment La Défense et Paris Saint-Lazare avec ligne L ;
- Porchefontaine : 2 300 voyageurs par jour[10], elle est desservie par le RER C ;
- Les Portes de Saint-Cyr : inaugurée en 2022, il s'agit d'une station ou point d'arrêt non géré (PANG) de la ligne T13.

#### Pistes cyclables
Plusieurs pistes cyclables ont été ouvertes depuis quelques années, comme sur le boulevard de la Reine ou du Roi, ainsi que sur les grandes avenues, et notamment avenue de Paris, de Saint-Cloud et des États-Unis. Versailles dispose aujourd'hui de 65 kilomètres de pistes cyclables. Il faut ajouter à cela l'aménagement de la ceinture verte. Une piste cyclable de 20 kilomètres qui entoure Versailles en passant par son domaine forestier. Enfin, Versailles dispose maintenant de plusieurs dizaines de kilomètres de voies de zone 30 et par conséquent de rues à sens unique avec cyclistes à contre-sens autorisé.

#### Transports en commun routiers
La commune est desservie par :
- les lignes 6201, 6202, 6203, 6204, 6205, 6206, 6207, 6208, 6210, 6211, 6213, 6214, 6217, 6240, 6284, 6285 et 6287 du réseau de bus du Grand Versailles ;
- les lignes 6122, 6123, 6124, 6160, 6161, 6162, 6163, 6164, 6173, 6179, 6180, 6181, 6182, 6185 et Soir du réseau de bus de Vélizy Vallées ;
- les lignes 5146 et 5153 du réseau de bus Île-de-France Ouest ;
- les lignes 171 et 471 du réseau de bus RATP ;
- les lignes 5102, 5134, 5140 et 5141 du réseau de bus réseau de bus de Saint-Quentin-en-Yvelines ;
- la ligne 5371 du réseau de bus Centre et Sud Yvelines ;
- la ligne Express 1 du réseau de bus de Saint-Germain Boucles de Seine ;
- les lignes X409 et X419 du réseau de bus de Poissy - Les Mureaux ;
- la ligne N160 et N161 du réseau Noctilien.

## Urbanisme

### Typologie
Au 1er janvier 2024, Versailles est catégorisée grand centre urbain, selon la nouvelle grille communale de densité à sept niveaux définie par l'Insee en 2022.
Elle appartient à l'unité urbaine de Paris, une agglomération inter-départementale regroupant 407  communes, dont elle est une commune de la banlieue,,. Par ailleurs la commune fait partie de l'aire d'attraction de Paris, dont elle est une commune du pôle principal,. Cette aire regroupe 1 929 communes,.

### Occupation des sols
Le tableau ci-dessous présente l'occupation des sols de la commune en 2018, telle qu'elle ressort de la base de données européenne d’occupation biophysique des sols Corine Land Cover (CLC).
| Type d’occupation                                              | Pourcentage | Superficie (en hectares) |
| -------------------------------------------------------------- | ----------- | ------------------------ |
| Tissu urbain continu                                           | 3,9 %       | 103                      |
| Tissu urbain discontinu                                        | 30,2 %      | 788                      |
| Zones industrielles ou commerciales et installations publiques | 14,4 %      | 376                      |
| Réseau routier et ferroviaire et espaces associés              | 1,1 %       | 29                       |
| Équipements sportifs et de loisirs                             | 26,6 %      | 694                      |
| Terres arables hors périmètres d'irrigation                    | 0,3 %       | 7                        |
| Prairies et autres surfaces toujours en herbe                  | 1,0 %       | 26                       |
| Systèmes culturaux et parcellaires complexes                   | 0,8 %       | 21                       |
| Forêts de feuillus                                             | 18,4 %      | 480                      |
| Forêt et végétation arbustive en mutation                      | 1,8 %       | 47                       |
| Plans d'eau                                                    | 1,4 %       | 37                       |
| Source : Corine Land Cover                                     |             |                          |

### Morphologie urbaine
| Type d'occupation 1999      | Pourcentage | Superficie (en hectares) |
| --------------------------- | ----------- | ------------------------ |
| Espace urbain construit     | 43 %        | 1120,68                  |
| Espace urbain non construit | 14 %        | 372,99                   |
| Espace rural                | 43 %        | 1116,68                  |

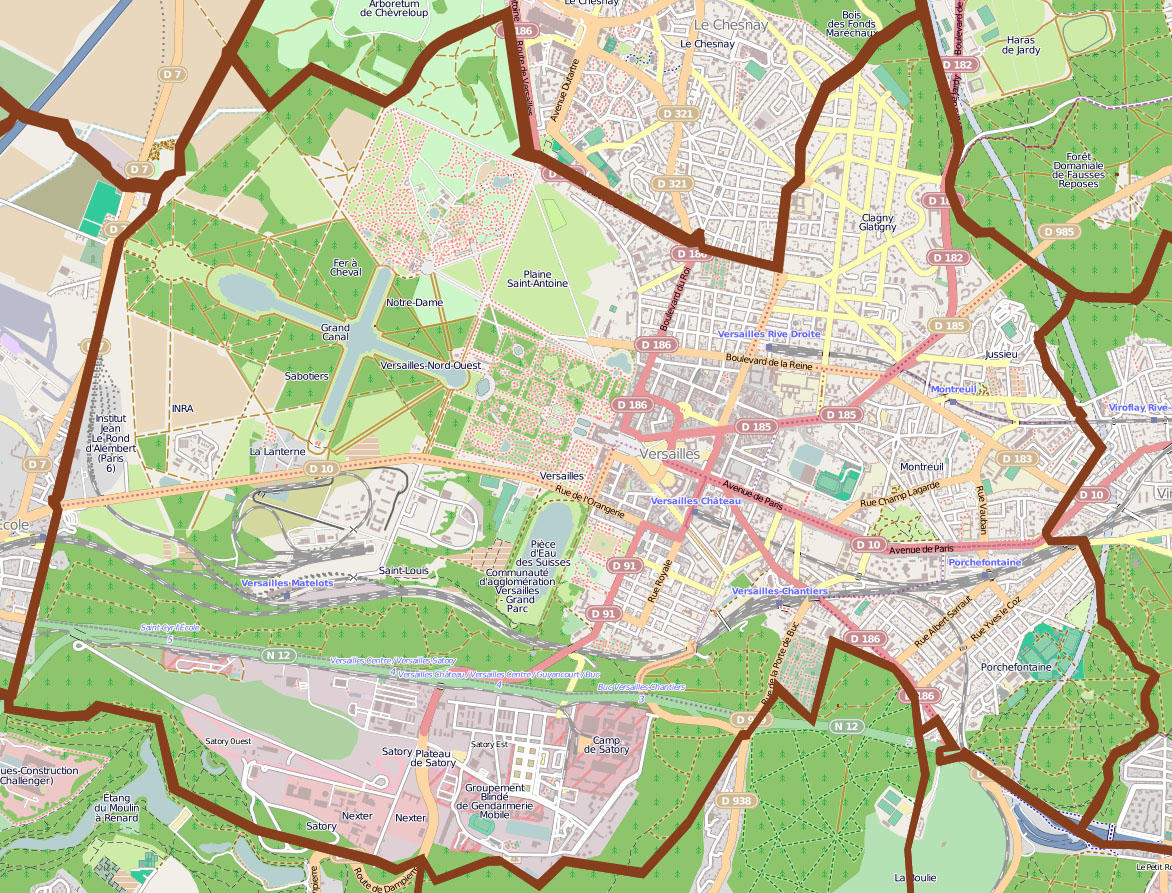
La ville de Versailles et ses quartiers.

Le plan de la ville s'articule autour de la place d'Armes, située devant le château, et d'où rayonnent trois larges avenues bordées de platanes et disposées en éventail : l'avenue de Paris au centre, dans l'axe du château, l'avenue de Saint-Cloud au nord et l'avenue de Sceaux symétriquement au sud (cette dernière étant interrompue par les anciens bassins des Francine et des étangs Gobert qui alimentaient les fontaines du château). Entre ces avenues se trouvent les bâtiments des Écuries royales. De part et d'autre de cet axe central sont les deux quartiers créés sous Louis XIV, le quartier Notre-Dame et le quartier Saint-Louis, organisés en damier autour d'un « carré » central (respectivement la place du Marché-Notre-Dame et le carré Saint-Louis).
Le château coupe le territoire communal en deux, avec à l'est, la ville proprement dite, et à l'ouest, le domaine de Versailles et la campagne, si bien que, le territoire de la cité, pourtant fortement urbanisé, compte plus de 50 % d'espaces verts ou naturels. Outre les jardins situés dans la ville, ces espaces comprennent le parc du château de Versailles qui occupe la partie ouest de la commune, la forêt de Versailles dans la partie sud, relativement morcelée, et une frange de la forêt de Fausses-Reposes vers la limite est. La commune compte au total 350 hectares de forêts.

### Les quartiers
La partie urbanisée de Versailles comprend huit quartiers :
- le quartier Notre-Dame, au nord de l'axe du château-avenue de Paris, qui tient son nom de l'église Notre-Dame - la paroisse du château. C'est le premier quartier, construit lors de la création de la ville nouvelle sous Louis XIV ; on y trouve notamment le théâtre Montansier ouvert en 1777, le musée Lambinet, l’hôtel du bailliage qui abritait le tribunal local sous l’Ancien Régime - aujourd’hui le cœur du pittoresque quartier des antiquaires - et possède toujours les rues les plus commerçantes de Versailles : la rue de la Paroisse, la rue Hoche (ancienne rue Dauphine) et la rue du Maréchal-Foch, à quoi il faut ajouter, la place du Marché-Notre-Dame, ceinturée par ses halles. Au nord du quartier, y passent aussi le boulevard du Roi et le boulevard de la Reine. La calme rue de l'Ermitage, résidentielle, longe le parc du château. Le quartier Montbauron ou quartier du Mont-Bauron, allant de la place d'Armes au « mont Bauron » et compris entre l'avenue de Paris et celle de Saint-Cloud est administrativement rattaché au quartier Notre-Dame ;
- le quartier Saint-Louis, symétrique du quartier Notre-Dame par rapport à l'axe du château-avenue de Paris, sur le flanc sud de ce dernier, où se trouve la cathédrale Saint-Louis qui a donné son nom au quartier, la Salle du Jeu de paume, le potager du roi et la pièce d'eau des Suisses. Ce quartier occupe notamment le site de l'ancien village de Versailles, antérieur à la construction du château ;
- le quartier des Chantiers, autour de la gare du même nom. Son nom vient du fait que lors de la construction du château au XVIIe siècle, le quartier était composé essentiellement de chantiers voués au taillage des pierres ;
- Montreuil, à l'est, avec sa rue commerçante du même nom ;
- Porchefontaine, au sud-est du territoire communal, essentiellement résidentiel ;
- Clagny-Glatigny, au nord, même remarque ;
- Bernard de Jussieu, au nord-est de la ville, au nord de Montreuil ; quartier principalement résidentiel ;
- Satory, au sud-ouest de la Versailles. Ce quartier est pour l'essentiel occupé par un camp militaire et l'habitat, exclusivement constitué d'immeubles, héberge environ 5 000 personnes, du personnel de la Défense et leurs familles.

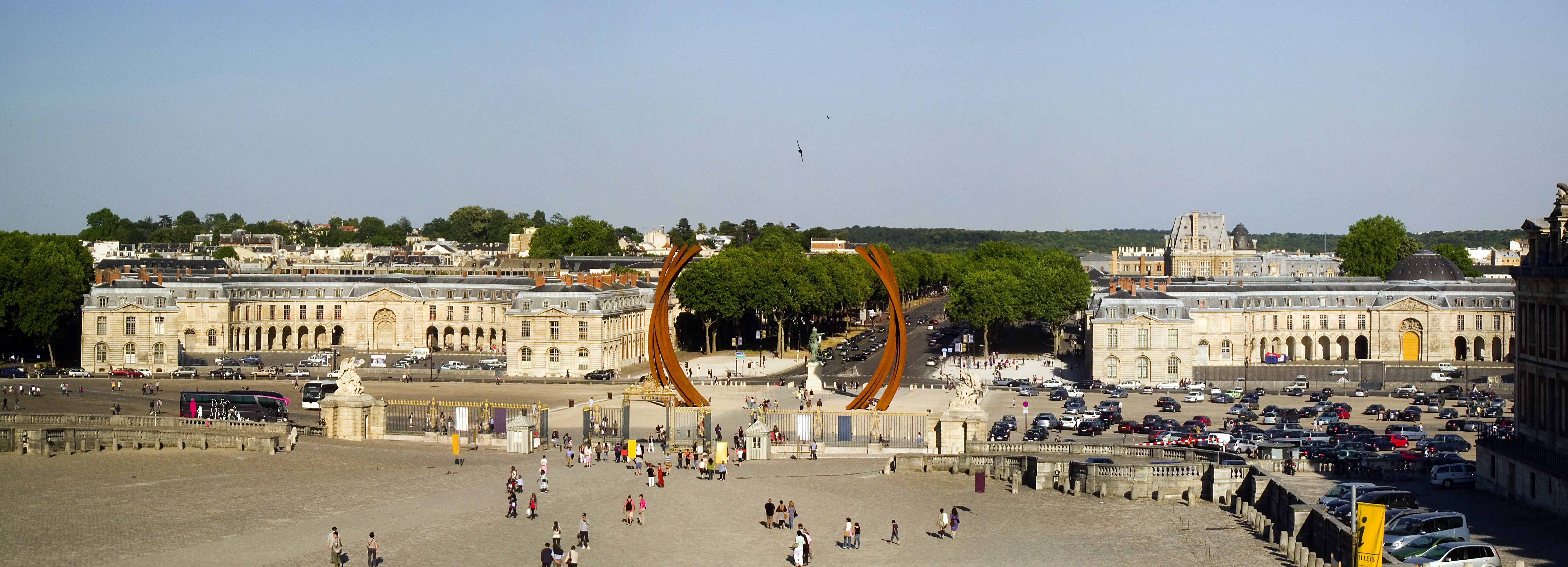
La place d'Armes et l'avenue de Paris au centre, bordée par les Grandes et Petites Écuries, vues du château, en 2011.
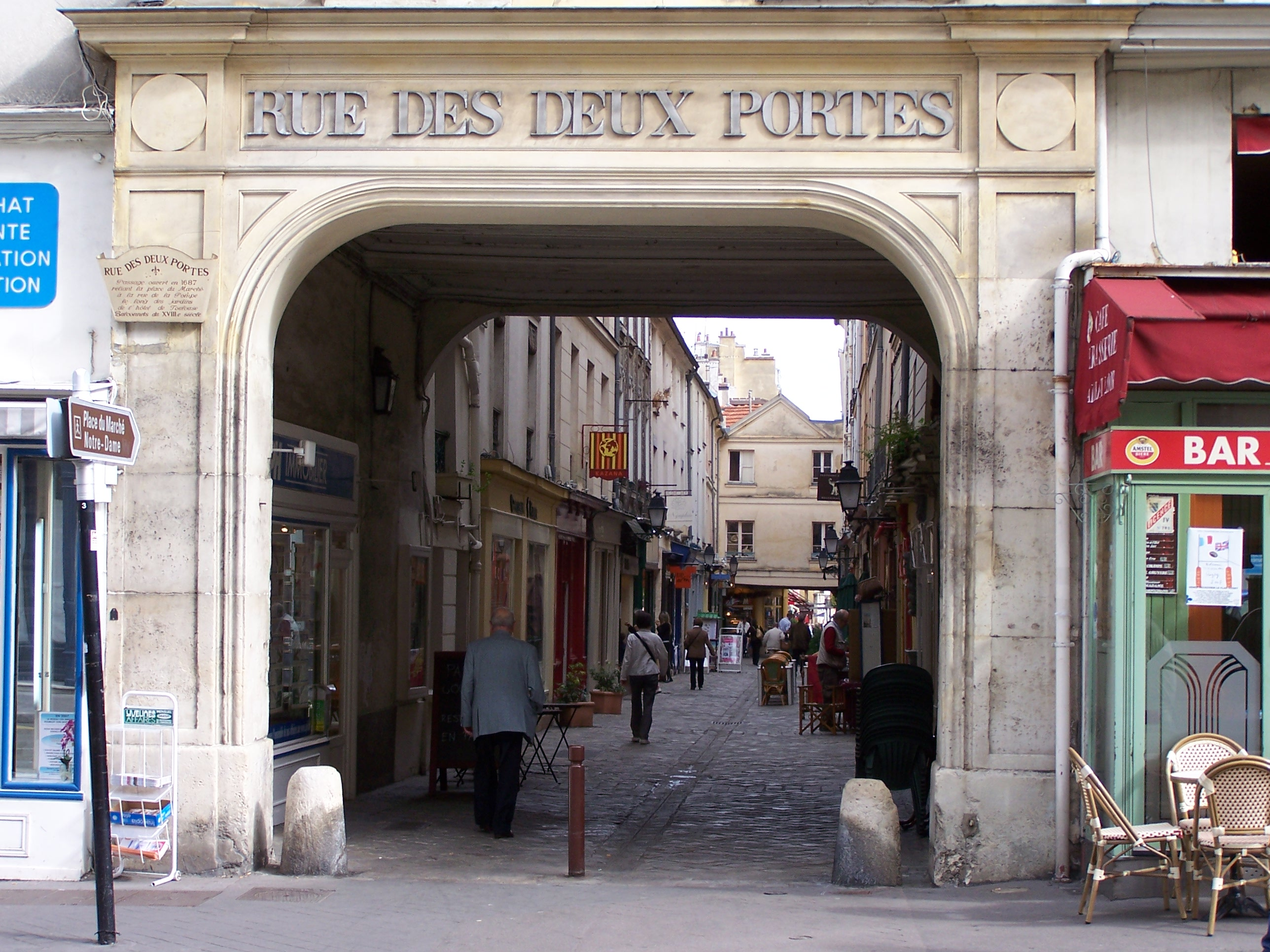
Le passage des Deux-Portes, reliant la place du marché à la rue Carnot, dans le quartier Notre-Dame.
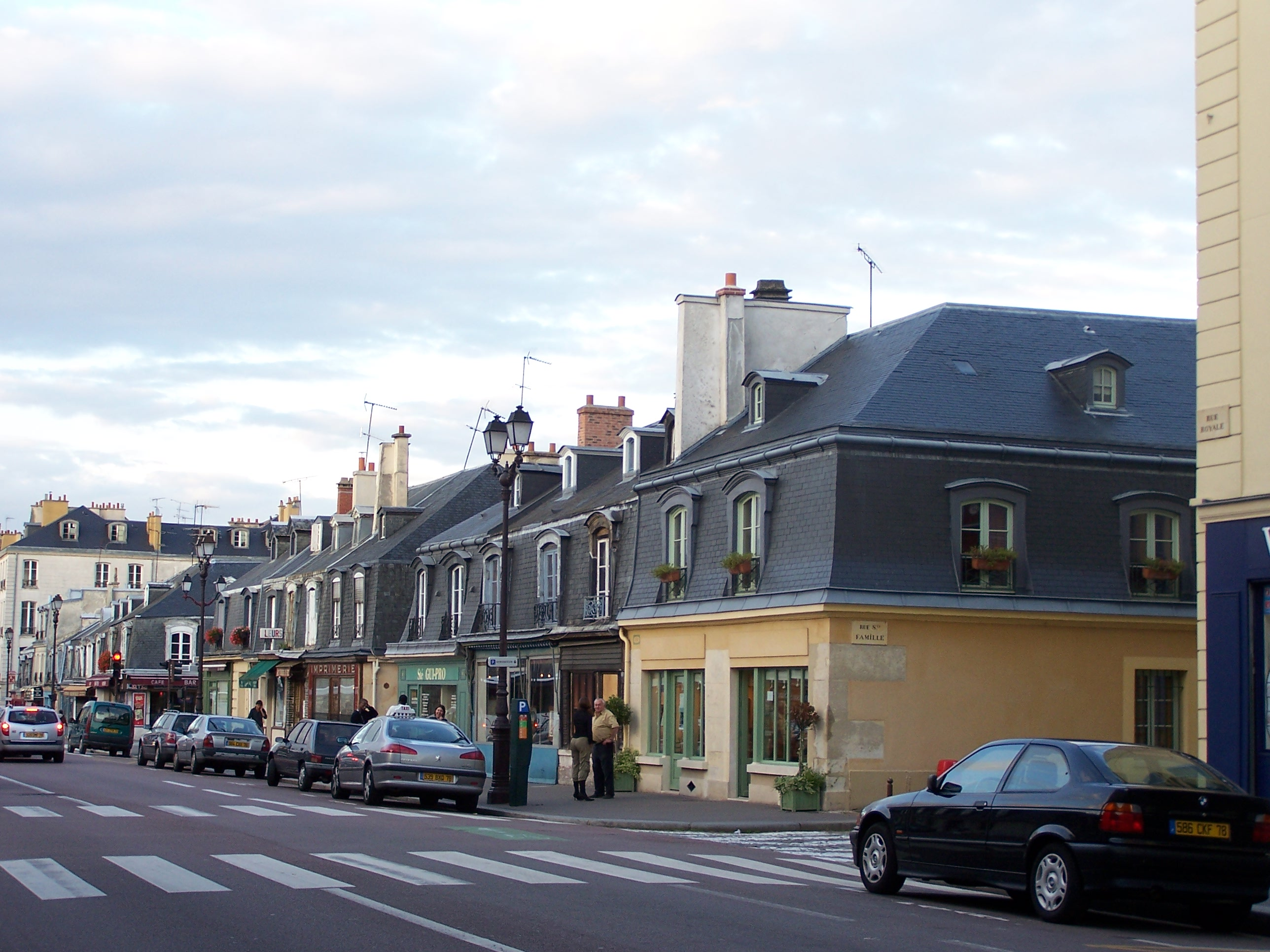
Le carré Saint-Louis, dans le quartier du même nom.
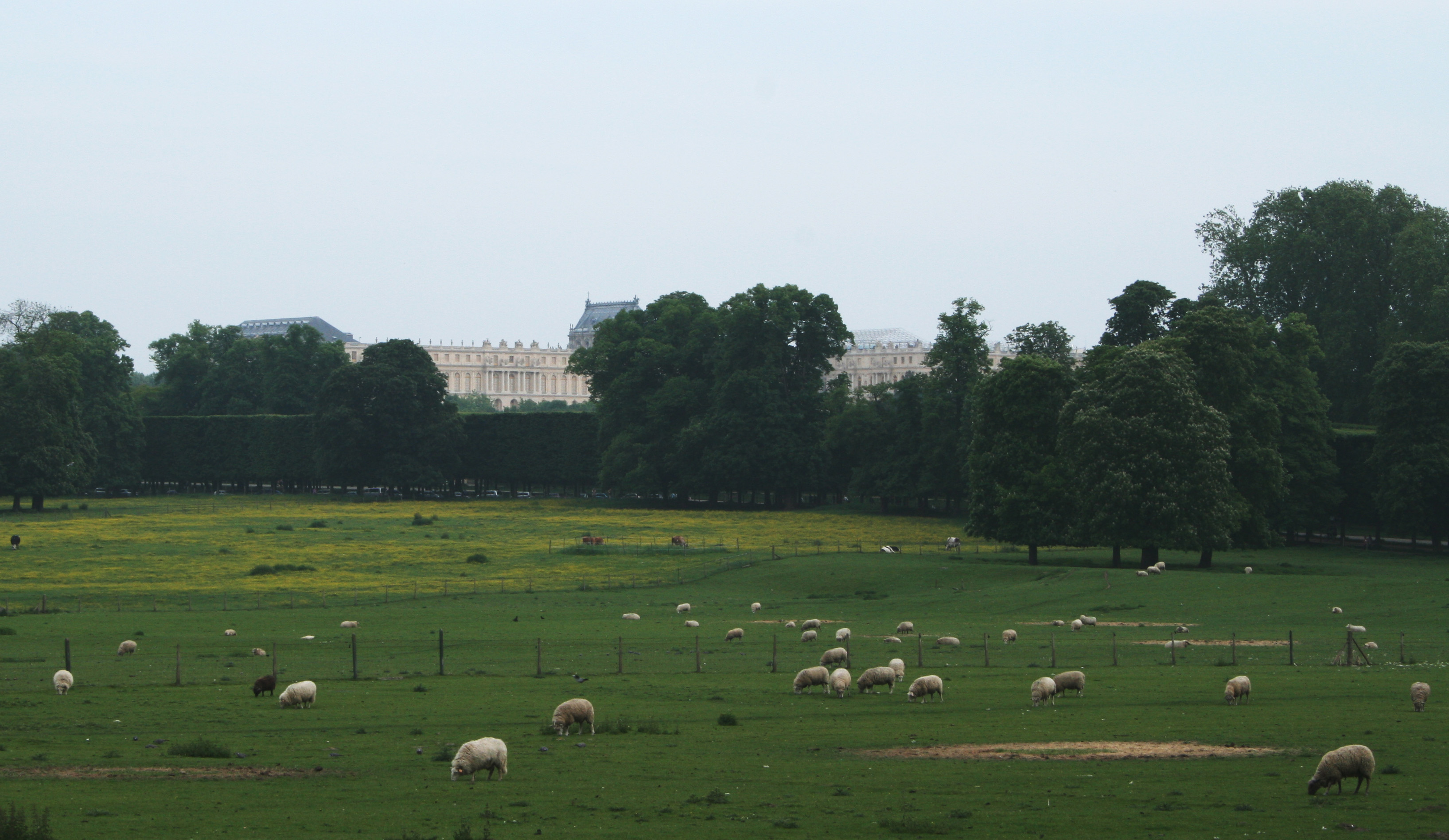
Versailles côté champs (plaine Saint-Antoine).

### Évolution dans le temps

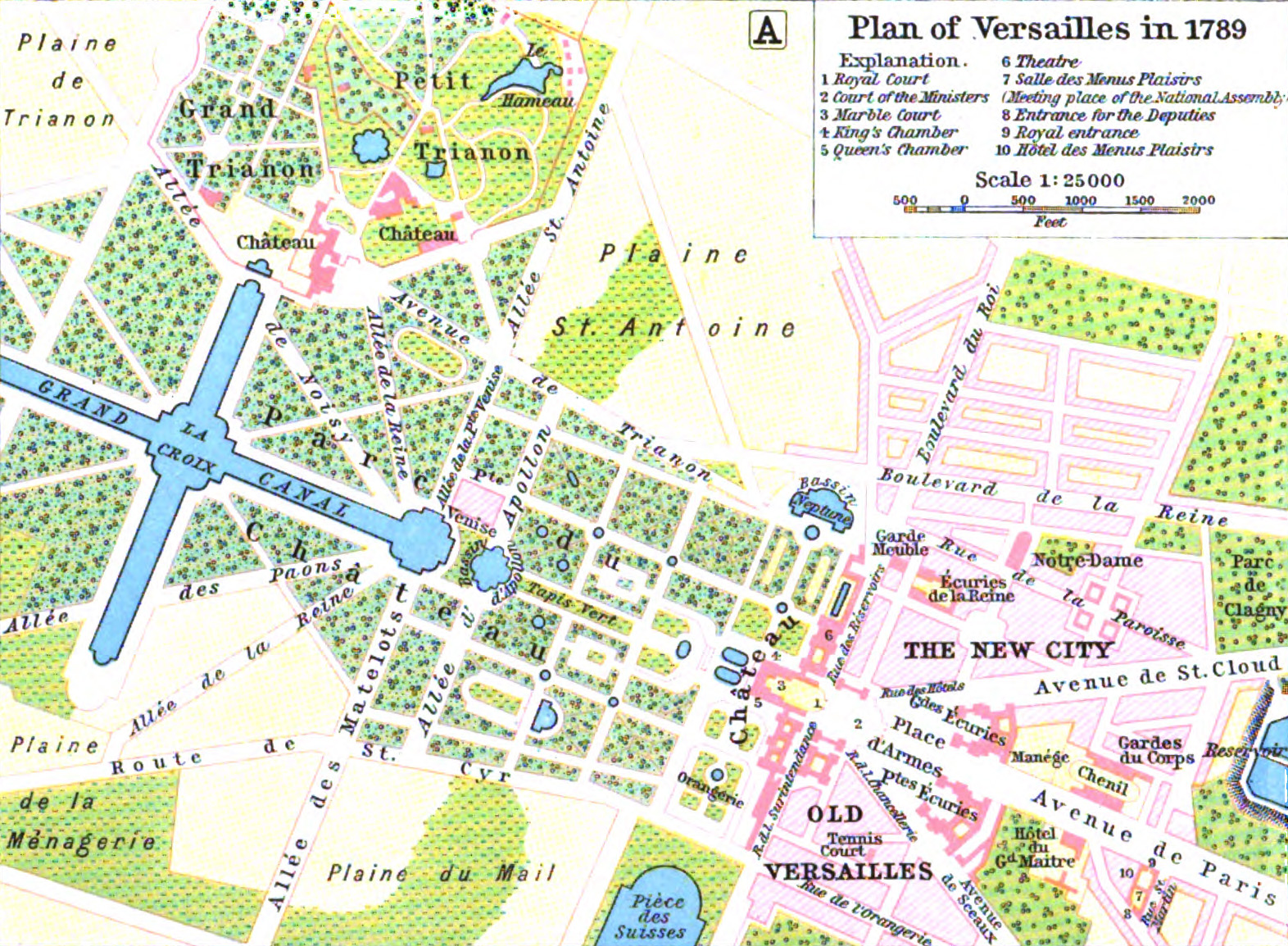
Plan de Versailles en 1789.

La ville de Versailles, née de la volonté d'un roi, est une création artificielle. Il ne subsiste rien du village ancien qui a été détruit pour permettre l'aménagement de la ville. Versailles était au XVIIIe siècle, selon les normes de l'époque, une ville très moderne, qui servit de modèle pour la construction de Washington. Excepté pour les quartiers de Notre-Dame, Saint-Louis et Montbauron, les autres parties de l'actuelle ville possèdent un tissu urbain plus récent, datant d'à partir de la seconde moitié du XIXe siècle.
Aujourd'hui, la commune est soumise à des contraintes d'urbanisme particulières, dues à l'existence d'un « secteur sauvegardé » qui couvre une grande partie des quartiers Saint-Louis et Notre-Dame. Par ailleurs, deux tiers de la commune sont gérés par des organismes étatiques (Établissement public du musée et du domaine national de Versailles, Office national des forêts, armée), si bien que la municipalité n'a la pleine responsabilité de la politique d'urbanisme que sur 728 hectares (sur 2 618 ha).

### Les réalisations urbaines et paysagères
- La Cour et le jardin des Senteurs : la réhabilitation de bâtiments à l’abandon face au château en un ensemble de jardins, passages, logements et boutiques. Située en contrebas de la place d’Armes, cette restauration est une création urbaine de la ville qui a mis à profit un ensemble de bâtiments à l’abandon, restaurés autour de cours intérieures entre les rues de la Chancellerie et du Vieux-Versailles. Pour réaliser ce projet, la Ville a d’abord négocié le rachat d’une parcelle appartenant à l’armée, permettant de relier la rue des Récollets au passage du même nom, puis a lancé un appel d’offres pour trouver un repreneur qui s’engage à restaurer les bâtiments dans le cadre d’un programme mixte comprenant logements et commerces. La proximité du Château a inspiré le choix de la thématique des parfums pour faire découvrir aux visiteurs une autre histoire de Versailles, haute place des senteurs depuis le XVIIIe siècle. Aujourd’hui, ville-hôte des fragrances grâce à la présence de l’Osmothèque, conservatoire mondial des parfums et à l’implantation depuis 1974 de l’ISIPCA, école fondée par Jean-Jacques Guerlain, Versailles fait référence dans ce secteur en formant les parfumeurs et les spécialistes des arômes du monde entier. Cet aspect mémoriel du projet, réalisé par l’architecte Philippe Pumain et par le paysagiste Nicolas Gilsoul, a permis de développer en rez-de-chaussée une Maison des parfums, espace pédagogique en accès libre et un jardin olfactif. La livraison de cet ensemble en mai 2013 vise à revitaliser ce secteur proche du Château, ainsi qu'à désenclaver le quartier historique Saint-Louis. L'intérêt de cet espace urbain devra être évalué avec le temps.
- Les passages végétalisés : depuis 2008, huit passages favorisant la circulation urbaine et les circulations douces ont été créés. Les travaux menés par les dix équipes d’architectes et d’urbanistes lors de la consultation internationale sur le Grand Paris ont tous mis l’accent sur l’importance de la porosité de la ville de demain, un moyen de régénérer le tissu urbain et d’accroître les déplacements par des liaisons et des circulations douces. Les passages piétons sont une longue tradition. Leur grand nombre favorise la fluidité en ville ; ils cherchent à renforcer le lien social et le développement économique. Le passage de l’Abbé-Picard qui relie l’avenue de Paris à l’entrée du stade Montbauron répond à la volonté de désenclaver ce quartier, en facilitant l’accès à l’ensemble des équipements sportifs du stade. Le passage de la rue Ploix relie le quartier des Chantiers à celui de Porchefontaine. Il a bénéficié d’une réfection de l’éclairage public doté d’une nouvelle technologie plus écologique. Le passage de la gare des Chantiers composé d’une passerelle et d’un cheminement piétonnier réalisé par l’agence Arep, ouvre la gare au sud pour assurer une connexion directe avec les nouveaux arrêts de trains et de bus. Grâce à cet aménagement, il est possible de rejoindre la gare sans passer par la rue des Chantiers ou la place Raymond-Poincaré. Le passage des Grandes Écuries longe l’arrière des Grandes Écuries du Château. Dans le cadre de son partenariat avec la Ville, l’école d’art mural de Versailles a réalisé en 2014 un vaste trompe-l’œil sur une palissade de 130 m2 représentant l’intérieur des Grandes Écuries et les chevaux Cremolo de l’Académie équestre de Bartabas. Le passage des Étangs Gobert s’inscrit dans le cadre de l'amélioration du quartier des Chantiers et permet de mieux relier le quartier Saint-Louis à la future gare. Le traitement paysager respecte la biosphère installée depuis plusieurs décennies. Les allées Richaud, Claude-Érignac et Jean-Paul-II contournent l’enceinte de l’ancien hôpital du même nom et relient le quartier Notre-Dame, son marché et le boulevard de la Reine.
- L'allée des Mortemets : restauration d’un axe historique de 3,2 km imaginé par André Le Nôtre[réf. nécessaire]. Lors de la célébration du tricentenaire de la mort de Le Nôtre, la Ville de Versailles a débuté le processus de rénovation de cette voie des Mortemets. Cette vaste friche à l’abandon rattachée au domaine du Château a bénéficié de la réfection de allée imaginée par le célèbre paysagiste de Louis XIV, reliant désormais la Pièce d’eau des Suisses à l’actuel site de l’INRA, aux portes de la ville de Saint-Cyr-l’École. Cette opération a été réalisée sous les directives de l'architecte en chef des Monuments historiques. Elle a été permise grâce à la coopération entre la communauté d’agglomération de Versailles Grand Parc, maître d’ouvrage du projet, l’Établissement public du Château de Versailles, gestionnaire du site, le ministère de la Défense, l’Agence des espaces verts de la Région Île-de-France, principal financeur du projet, et le Conseil général des Yvelines. Aujourd’hui, cette allée est devenue un lieu très fréquenté par les promeneurs et par les sportifs[réf. nécessaire].
- Le jardin des Étangs Gobert : création d’un vaste jardin public et de deux passages piétons dans un ancien réservoir des fontaines du château. Conçu par l’équipe composée de Michel Desvigne pour le paysage et d’Inessa Hansch pour la création de la pièce de mobilier, ce nouveau jardin, longtemps laissé à l’abandon, se situe dans un bassin de stockage des eaux construit au XVIIe siècle pour alimenter les fontaines du Château. Il se trouve dans la continuité de l’avenue de Sceaux, l’une des trois branches du « trident » urbain conçu par André Le Nôtre. Réalisée dans le cadre du réaménagement du pôle multimodal de la gare des Chantiers, cette réalisation permet de créer un espace de détente et de promenade à proximité de la gare, tout en améliorant l’accessibilité du quartier par un parcours de circulations douces. Inaugurée en 2014, elle comprend la création d’une promenade, d’un cheminement qui se prolonge par une passerelle en acier et l’aménagement paysager de l’étang carré de 6 500 m2. De petits bosquets d’arbres ont été sculptés et ont permis de dégager des clairières. C’est au centre du jardin qu’une structure en béton servant de banc a été conçue par Inessa Hansch. Ce long serpent blanc lové sur lui-même introduit une clairière au centre du jardin. Le mobilier urbain des étangs Gobert a fait l'objet de critiques : choix de l'artiste, prix élevé payé sur les fonds municipaux (120 000 euros pour un banc en béton, 280 000 euros au total, pour dix-neuf bancs)[21].
- Extension de la gare des Chantiers : réalisation d’un nouveau hall d'accueil dans la gare ferroviaire et d’un nouveau passage permettant un meilleur accès au quartier Saint-Louis. Les travaux de rénovation et de réaménagement de la gare tendent à mieux accueillir, informer et diriger chaque jour les 65 000 voyageurs qui la traversent, en empruntant l’un des 500 trains quotidiens (données 2018). Douze voies (dont huit à quai) permettent ainsi la circulation des voyageurs (TGV, trains Île-de-France, TER, Intercités) et des marchandises. Deux nouvelles connexions entre la gare et la ville sont en place. En juin 2014, le tribunal administratif de Versailles a jugé la ville responsable de l'abandon du projet initial[22]. En octobre 2014, c'est la chambre régionale des comptes qui pointait le manque de transparence et le défaut de provision, dans cette opération en cours[23]. Depuis septembre 2010, le cheminement entre la place de la gare (place Poincaré) et la rue Édouard-Charton (par le square des Francine) a été établi. Il a été suivi, en février 2011, par l’ouverture de l’accès porte de Buc. La nouvelle passerelle (conçue dans l’esprit de la gare de 1932), mise en service en avril 2016, permet aux voyageurs d’accéder directement aux voies depuis le quartier Saint-Louis, à pied ou à vélo en passant par les Étangs Gobert.
- Le Conservatoire à Rayonnement Régional : extension du groupe scolaire Lully/Vauban. La construction de l’extension de ce groupe scolaire accueille les activités de danse du Conservatoire à rayonnement régional (CRR). Cette construction s’inscrit dans une démarche de promotion de l’enseignement artistique. L’implantation du bâtiment s’effectue en lieu et place d’un ancien préau métallique. L’extension s’est greffée au bâtiment existant.
- Les Favorites : ensemble de logements dans le quartier Bernard-de-Jussieu. Cette réalisation de trente-quatre logements date de 2016. Elle reconstitue l’îlot et joue avec les échelles et la pente par la fragmentation des volumes et des toitures. L’architecture, sobre, protège un jardin intérieur partiellement visible depuis la rue. Ces logements, qui répondent aux exigences environnementales les plus récentes, sont ouverts vers l’extérieur grâce à des loggias ou des terrasses.
- L'ancien hôpital royal Richaud : réhabilitation en cœur de ville d’un patrimoine historique du XVIIIe siècle et désenclavement d’un îlot urbain par des axes de circulations sans voiture. La réhabilitation de l’ancien hôpital royal de Versailles s’est achevée au printemps 2015, après plusieurs années de dégradation. Classé monument historique, il était abandonné depuis environ dix années. La réhabilitation date de 2009. Elle a donné lieu à des vives critiques, quant à son schéma et son financement[24]. La réalisation des nouveaux jardins publics a été confiée à des paysagistes. Avec 28 000 m2 de surface, cette opération a constitué l’un des plus importants projets français de réhabilitation en cœur de ville[réf. nécessaire]. Elle a permis d'améliorer l'îlot urbain complet avec la création de trois nouveaux axes de circulations douces, trois jardins publics, 91 logements sociaux dont une résidence étudiante, 227 logements en accession libre, un nouvel espace culturel, une crèche, cinq commerces et des bureaux pour professions libérales.
- La Rotonde : réaménagement d’une partie de la caserne de Croÿ et création de la nouvelle annexe de la Maison de quartier Saint-Louis. Aménagée avec le concours de l’architecte des Bâtiments de France Paul Trouilloud, la partie occidentale de la caserne de Croÿ abrite une nouvelle annexe de la Maison de quartier Saint-Louis. Le porche du 5 rue Royale donnant accès à la future annexe de la maison de quartier de la caserne de Croÿ a déjà bénéficié d’une restauration à l’ancienne, avec l’appui d’un architecte du Patrimoine. Cette enclave forme un triangle bordé d’un côté par le bâtiment en façade sur l’avenue de Sceaux, de l’autre par sa cour intérieure adossée à la caserne et enfin son couloir d’accessibilité par le porche de la rue Royale. Le bâtiment donnant sur l’avenue de Sceaux a été agrandi dans sa largeur et aménagé de différentes salles : deux salles d’atelier de 20 m2 chacune dont une équipée de postes informatiques, une salle polyvalente de 140 m2, un petit office-cuisine et un local de stockage, l’ensemble étant remanié dans un style « orangerie », conforme à la facture de la caserne de Croÿ, avec verrières et menuiseries métalliques. Dans la petite cour intérieure, des zones vertes ont été plantées de pelouses et massifs. De l’autre côté du « manège », un espace de contemplation, non accessible, abrite un jardin d’ombre planté. L’annexe de la Maison de quartier accueille des repas, ateliers et activités pour les seniors et adolescents, mais aussi des spectacles, à l’exclusion des concerts de musique amplifiés afin de préserver le calme des riverains.
- Résidence Cœur Saint-Louis : logements privés. 44 logements haut de gamme et 15 logements sociaux sont commercialisés dans le centre historique, grâce à une opération de réhabilitation patrimoniale se voulant respectueuse du patrimoine architectural de Saint-Louis.
- L'hôtel R : les anciens bureaux du Génie situés rue des Réservoirs, face à l'Opéra Royal, ont été réhabilités en 79 logements dont 59 privés. L’ancien Hôtel du Gouvernement a été construit en 1672 pour le marquis de Louvois, sur une parcelle donnée par Louis XIV. Il a été occupé par le gouverneur de Versailles sous Louis XV.
- L'hôtel des Gendarmes : réhabilitation de l’ancien hôtel de la Garde de Louis XV. L’Hôtel des Gendarmes, situé à côté de l’Hôtel de Ville a été construit par Jacques Gabriel, élève de Jules Hardouin-Mansart, directeur de l’Académie royale d’architecture et premier architecte du Roi, pour le logement des Gendarmes de la Garde de Louis XV. La façade de l’avenue de Paris est inscrite à l’inventaire des monuments historiques, son portail sculpté édifié en pierre apparente et richement décoré a été classé au titre des Monuments historiques. Les locaux, auparavant propriété de l’État et occupés par la direction des Services fiscaux étaient en très mauvais état aussi bien intérieurement qu’extérieurement. La Ville a acheté l'immeuble et en a rétrocédé les deux-tiers à Versailles Grand Parc pour y établir son siège. Le projet de restauration a porté sur les toitures et les façades extérieures ainsi que sur les aménagements et transformations intérieurs.

### Les projets
- L'allée Royale de Villepreux : projet d'aménagement d’un axe historique de 5 km du Grand Canal jusqu’à Villepreux. Prolongement du Grand Canal, cet axe s’inscrit dans la « Grande perspective » imaginée par André Le Nôtre de part et d’autre du Château[réf. nécessaire]. Elle commence dès le bassin de Latone par le « Tapis vert », esplanade de gazon qui descend vers le Grand Canal. Au-delà, l’allée part du rond-point dit de « l’Étoile royale » et traverse les communes de Versailles, Saint-Cyr-l’École, Fontenay-le-Fleury, Rennemoulin et Villepreux. L’Allée royale était la principale des cinq allées partant en faisceau depuis l’Étoile royale, formant un ensemble paysager majestueux qui fut comparé à « la main du roi se posant sur son territoire ». L’étude de réhabilitation a été confiée à un architecte paysagiste, la réalisation de pistes cyclables revenant à un autre paysagiste.
- Le plateau de Satory : projet de rénovation d’un site de 120 ha et implantation d’un quartier mixte décrit comme « paysagé, aéré et équilibré ». Le territoire du plateau de Satory situé à l’ouest de la route départementale 91 est inclus dans l’Opération d’intérêt national (OIN) de Paris-Saclay. L’Établissement public Paris-Saclay (EPPS), qui a la compétence d’aménagement de cette zone, a lancé avec la Ville la création d’une zone d’aménagement concerté (ZAC) pour l’implantation d’un quartier mixte (logements, équipements et pôle d’enseignement supérieur, de recherche et de développement économique), incluant des moyens de déplacement respectueux de l'environnement. Desservi (vers 2030) par une gare de la ligne 18 du métro du Grand Paris Express, Satory deviendrait ainsi le second pôle de cet ensemble urbain, après Saclay, au fur et à mesure de la libération des terrains par le ministère de la Défense. Une étude d’urbanisme se traduit par une « charte urbaine et paysagère ». À l’est du plateau, la Ville souhaite par ailleurs que les ministères de la Défense et de l’Intérieur puissent rénover les logements anciens du camp militaire (casernes Fesch, Delpal et Koufra).
- Le site de l'ancienne caserne Pion : projet de reconversion d’un ancien site militaire désaffecté de 20 ha. La caserne Pion située à l’extrémité sud-ouest du parc du Château en limite de Saint-Cyr-l’École, a été acquise en 2011 par l’Établissement public foncier des Yvelines (EPFY) pour le compte de la Ville, qui lui a confié la démolition des constructions existantes et la dépollution pyrotechnique des sols. La proximité du parc du Château et de l’aérodrome de Saint-Cyr compliquent l’aménagement. Protégé par des contraintes d’urbanisme, ce lieu conservera de larges espaces verts. Les choix architecturaux devront se veulent donc être respectueux de cet environnement. Missionnée par la Ville, l’équipe d'urbanistes, de paysagistes et d'architecte, a présenté leurs propositions[réf. nécessaire].

### Pollution des sols
La commune comprend un site recensé dans la base de données du ministère de l'Écologie relative aux sites et sols pollués (ou potentiellement pollués) appelant une action des pouvoirs publics, à titre préventif ou curatif (BASOL). Il s'agit de l'ancienne usine à gaz de Versailles, mise en service en 1875 et fermée en 1954, dont l'emplacement est partiellement occupé depuis par les installations du centre d'études et de formation de Gaz de France. Le site, situé dans une zone urbanisée, a été dépollué en 2003 à l'occasion de la construction d'un parc de stationnement souterrain et n'est plus l'objet de surveillance particulière.

### Logement
Tous les immeubles de Versailles doivent respecter les critères émis par Louis XIV au moment de la construction de Versailles; ils ne peuvent pas dépasser le rez-de-chaussée du château de Versailles (exception avec la mairie qui est au niveau de premier étage) dû à la loi royale qui est toujours appliquée. Cette loi dit en partant du haut jusqu’en bas : il y a Dieu, le roi et le peuple. Ce qui donne sur la Chapelle, les appartements royaux et le rez-de-chaussée pour accueillir et donc le peuple ne peut pas être au même niveau que le roi mais en dessous.[réf. nécessaire].

### Cimetières
La ville de Versailles compte cinq cimetières :
- le cimetière Notre Dame ;
- le cimetière Saint-Louis ;
- le cimetière des Gonards ;
- le cimetière de Montreuil ;
- le cimetière israélite.

## Toponymie
Le nom de la localité est attesté sous les formes Versalliis en 1038, Versalias en 1075,, Versliæ en 1095, Versaliae en 1308, Versailles en 1370.
Les plus anciennes mentions de Versailles étant médiévales, il est impossible de savoir si cette formation toponymique est antérieure. Cependant, comme Versailles est généralement un microtoponyme, il est probablement peu ancien. Il remonte ultimement à un type gallo-roman VERSALIAS, basé sur le radical VERS-, de versus, terme latin désignant le « versant ». Il est suivi du suffixe -ALIA.
Les formes latines sont des latinisations de l'ancien français, destinées à s'insérer dans des chartes, pouillés, cartulaires rédigés en latin, langue de l'église et de l'administration jusqu'au XVIe siècle.
Il faut sans doute y voir plutôt un dérivé roman de verser au sens de « renverser », terme décrivant l'action de la charrue qui « renverse » la terre, d'où l'ancien français versa(i)l « terres défrichées, labourées » ou éventuellement le « sillon résultant du labourage », dans lequel le suffixe -a(i)l a fait place à -aille suffixe collectif ou péjoratif. L'ancien français versail avait aussi le sens d'« endroit uni et débarrassé des mauvaises herbes pour servir de place de tir à l´arbalète ».
D'autres tentatives ont été faites pour attribuer au nom de lieu Versailles, une autre origine, mais elles sont mal étayées.
Le toponyme aurait pour base une hypothétique racine gauloise *sigl « marais », le premier élément serait alors le gaulois ver(o) « au-dessus, sur, super- », d'où le sens global d'« au-dessus du marais », cette hypothèse n'a pas été reprise par les principaux toponymistes et les spécialistes modernes du gaulois. C'est en effet indémontrable car aucune forme ancienne ne vient étayer cette hypothèse, de plus le gaulois *sigl n'est pas attesté et semble être une création ad hoc de François Falc'hun à partir du brittonique dont il est spécialiste.
C'est pourquoi certains ont voulu comparer avec des toponymes dont la forme moderne ressemble apparemment à Versailles et qui avoisineraient des marais : Verseilles-le-Bas (Haute-Marne), Verseuil (Marne), Versillat (Creuse), Versailleux (Ain), etc. localités entourées de marais. Cependant les formes anciennes de ces différents toponymes ne permettent pas ce rapprochement avec les Versailles, en effet, les Verseilles ont des formes anciennes du type Vercilles (en 1234) et se rattachent à Vercel, dont le radical est VERC- et non pas VERS-, Versillat est un ancien *Verciliacum et Versailleux (Vassaleu 1191, Vassailliacus 1258), également un toponyme en -acum, dont le premier élément est radicalement différent puisqu'il s'agit du nom de personne gaulois Vassalus, la forme moderne étant justement liée à l'attraction d'un Versailles.
À l'époque de sa création au XVIIe siècle, la cité nouvelle, qui correspond à l'actuel quartier Notre-Dame, fut parfois appelée La Villeneuve Saint-Louis en hommage à son créateur, mais c'est finalement le nom du château, Versailles, qui a prévalu.

## Histoire

### Les origines
Le site de Versailles n'était probablement pas habité à l'époque préhistorique dans la mesure où on n'y a retrouvé aucun vestige archéologique. Cependant comme les terrains ont été fortement bouleversés lors des travaux de construction du château et de l'aménagement du parc, certaines traces ont pu être détruites. Dans les environs immédiats, des allées couvertes de l'époque néolithique, appartenant à la civilisation « Seine-et-Marne-Oise » ont été retrouvées à L'Étang-la-Ville et à Marly-le-Roi.
Au temps des Gallo-Romains, le site se trouvait sur le tracé de la voie menant de Paris à la Normandie via Villepreux et Neauphle-le-Château.
La première mention de Versailles est cité dans une charte, datée de l'an 1038, de l'abbaye de Saint-Père de Chartres dans laquelle est cité le nom d'un seigneur local, un certain Hugues de Versailles (Hugo de Versalliis),. Ce serait le premier seigneur connu de Versailles.
Une deuxième allusion apparaît en 1065 dans un acte par lequel un certain Geoffroy de Gometz fonda à cette date le prieuré de Bazainville, non loin de Houdan, qu'il donna à l'abbaye de Marmoutier de Tours. Pour assurer des ressources régulières et suffisantes, il lui accorde plusieurs terres et privilèges, avec en particulier « trois prébendes à Versailles dont l'une se trouve in domino ». De ces trois prébendes canoniales, on peut émettre l'hypothèse que celle in domino relevait du seigneur de Versailles, les deux autres de l'abbaye tourangelle. Le village de Versailles serait donc né vers le milieu du XIe siècle d'une double initiative seigneuriale et religieuse.
Dans le système féodal de la France médiévale, les seigneurs de Versailles étaient subordonnés directement au roi, sans suzerain intermédiaire entre eux et le roi. Ils n’étaient pas alors d’un rang très important.
À la fin du XIe siècle, le premier village s’était établi auprès d’un manoir médiéval et autour de l’église Saint-Julien. La paroisse Saint-Julien de Versailles est citée dans une charte de 1084. Son activité agricole et sa position sur la route de Paris à Dreux et à la Normandie en firent un village prospère, surtout au cours du XIIIe siècle connu comme le « siècle de saint Louis », qui fut une période de prospérité dans le nord de la France, marquée par la construction des cathédrales gothiques.
Le XIVe siècle apporta la peste noire et la guerre de Cent Ans, avec leurs cortèges de mort et de destruction. À la fin de la guerre de Cent Ans, au XVe siècle, le village commença à se reconstruire avec une population de seulement 100 habitants. À cette époque deux autres villages existaient dans le territoire de la commune actuelle : Choisy-aux-Bœufs et Trianon. Ils disparurent par la suite englobés dans le parc du château. Le nom de Choisy-aux-Bœufs rappelle que ce village se trouvait sur le chemin par lequel les troupeaux de bœufs venant de Normandie étaient conduits à Paris.
Au XIVe siècle, Gilles de Versailles exerce la charge de bailli du roi.
En 1561, Martial de Loménie, secrétaire d’État aux finances du roi Charles IX, devint seul seigneur de Versailles, après avoir acheté le domaine à Philippe Collas. Il obtint l’autorisation d’établir quatre foires annuelles et un marché hebdomadaire le jeudi. La population de Versailles atteignait alors 500 habitants. Château et terre ne ressemblaient guère à ce qu'ils devinrent plus tard sous Louis XIV. Ils n'en excitèrent pas moins la jalousie et la convoitise de la famille de Retz. Le 6 avril 1571, Martial, poursuivi sous couleur de protestantisme, en réalité, à cause de son attachement au jeune Henri IV et à sa famille, fut privé de ses charges par arrêt et emprisonné. Le duc de Retz Albert de Gondi, originaire de Florence, arrivé en France avec Catherine de Médicis (qui devint plus tard le maréchal de Retz), alla le trouver dans sa prison. Au cours d'une scène dramatique, « usant d'atroces menaces », il lui fit signer la vente à vil prix de la Seigneurie de Versailles à son profit. Martial n'en fut pas moins égorgé dans sa prison le jour de la Saint-Barthélémy (24 août 1572). Dès lors, Versailles fut la propriété des Gondi, une famille de juristes riches et influents au Parlement de Paris. Le petit-fils d’Albert, Henri de Gondi, qui devint cardinal, reçut à plusieurs reprises le roi Henri IV dans son manoir de Versailles. Dans les années 1610, les Gondi invitèrent plusieurs fois le jeune roi Louis XIII à des parties de chasse dans les vastes forêts de Versailles.

### Le temps des rois

#### Sous Louis XIII
En 1623, le roi Louis XIII fait construire un rendez-vous de chasse sur un terrain de cent dix-sept arpents (soit environ 350 hectares) acheté à divers propriétaires.
Le 8 avril 1632, Louis XIII achète la totalité de la seigneurie de Versailles à son dernier seigneur, Jean-François de Gondi, archevêque de Paris pour la somme de 66 000 livres. C'est le tournant décisif dans l'installation de la royauté à Versailles. Cette même année, il nomme son valet de chambre, Arnault, comme gouverneur de Versailles, dont la fonction était d'administrer le domaine, c'est-à-dire tant la ville que le château.
En 1634, sont achevés les travaux confiés à l'architecte Philibert Le Roy. Le premier manoir est reconstruit et agrandi sur place dans le style « Louis XIII ».
À la mort du roi, en 1643, le village de Versailles avait encore peu changé.

#### Sous Louis XIV

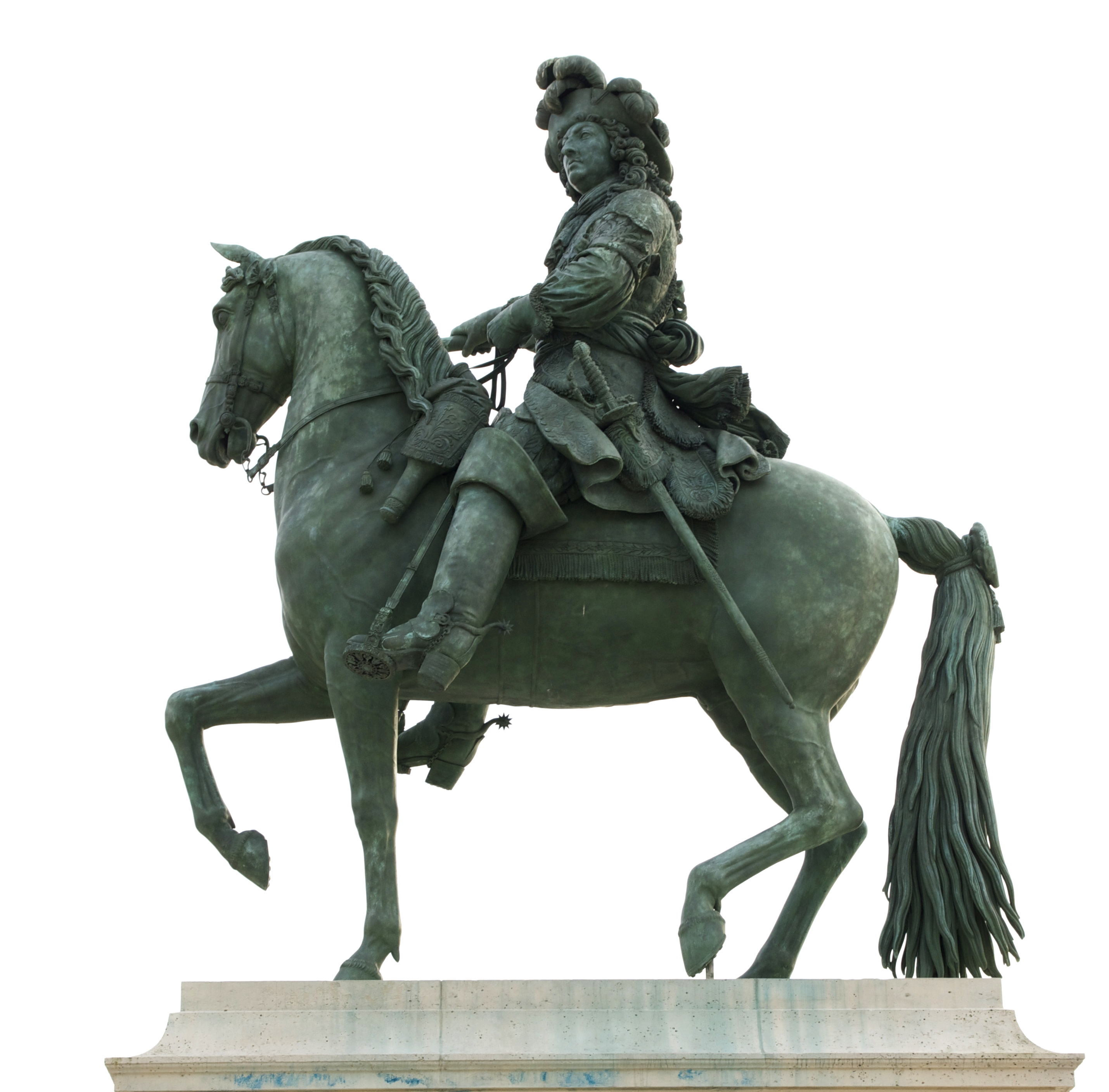
Statue équestre de Louis XIV sur la place d'Armes devant le château de Versailles.

Pour favoriser la construction de la ville, le roi Louis XIV prit deux importantes décisions, le 22 mai 1671, en faisant don de terrains à bâtir contre l'engagement de construire et le paiement d'un droit, modeste, de cinq sols par arpent et le 24 novembre 1672 en rendant insaisissables les immeubles construits.
En 1673, est décidée la destruction du vieux village de Versailles. Une nouvelle église Saint-Julien, destinée à remplacer celle de l'ancien village, est édifiée en 1681-1682 près du nouveau cimetière de la Ville Neuve. Dès 1684, commencent les travaux de construction de la nouvelle église Notre-Dame destinée à la remplacer. Située dans l'axe de la rue Dauphine, elle est consacrée en 1686 et devient la paroisse royale de Versailles.
En 1682, sont achevées la Petite Écurie et la Grande Écurie destinées à abriter les chevaux de selle et les carrosses royaux. Construites par Jules-Hardouin Mansart, de part et d'autre de l'avenue de Paris, elles complètent la place d'Armes face au château.
En 1694, sont élus pour la première fois des représentants des habitants, les quaterniers, avec à leur tête un syndic.
En 1713, le privilège d'insaisissabilité des immeubles instauré en 1672 est révoqué pour mettre fin aux abus.
Avec l'installation du roi Louis XIV et de sa cour, le 6 mai 1682, la petite cité va connaître une destinée flamboyante pendant le règne de ce dernier avec une population d'environ 30 000 habitants à sa mort et continuera de grossir sous ses successeurs jusqu'à atteindre 50 000 âmes lorsque arrive la Révolution.

#### Sous Louis XV

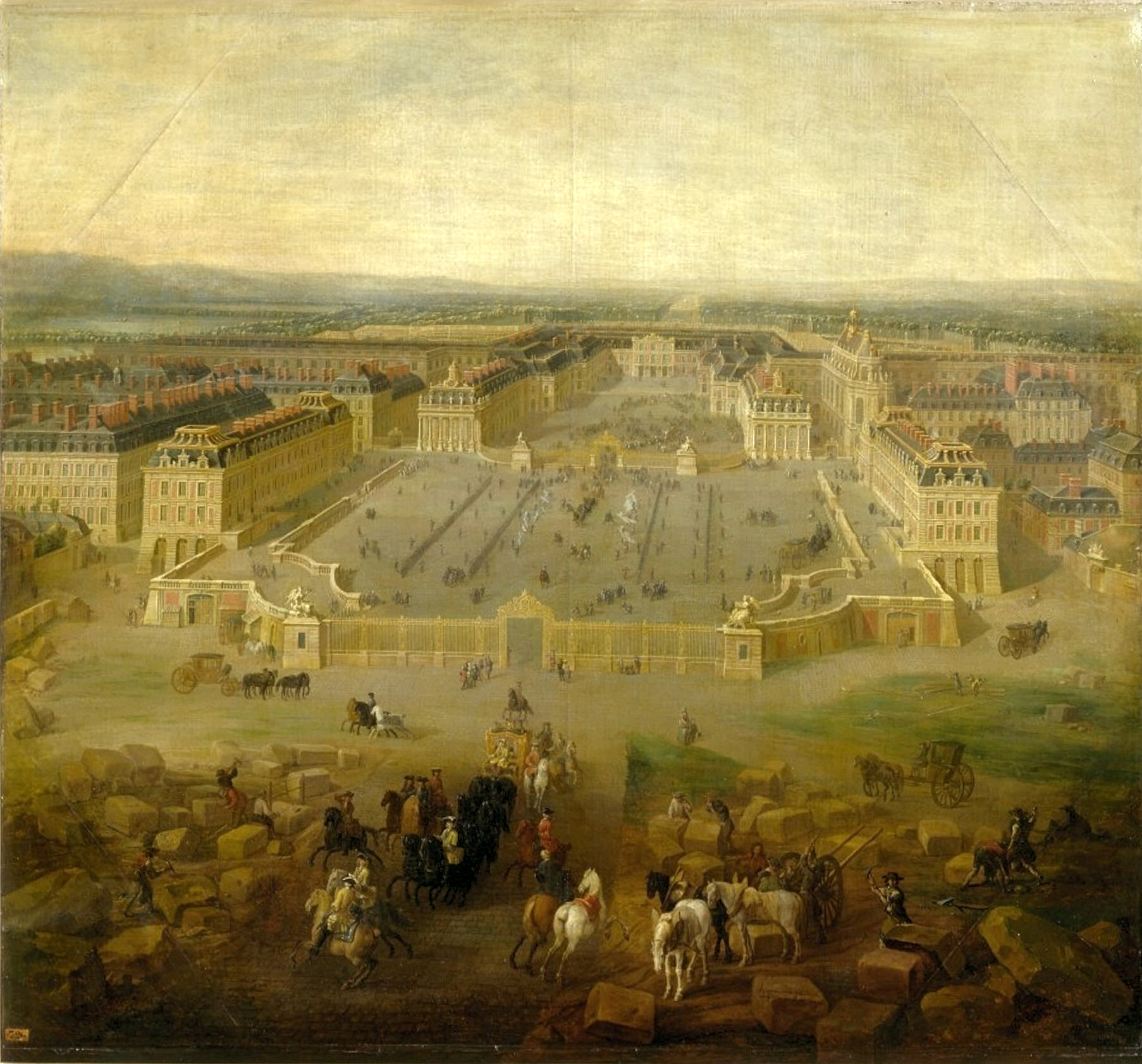
Le château de Versailles en 1722, Pierre-Denis Martin, dit Martin le Jeune (Musée national du château de Versailles et des Trianons).

À la mort de Louis XIV, le 1er septembre 1715, le régent Philippe d'Orléans, décide de transférer la Cour à Paris. Commence alors une phase de déclin pour la ville qui voit sa population diminuer rapidement de moitié : le marché immobilier s'effondre.
La situation se rétablit sept ans plus tard, le 15 juin 1722, avec le retour du roi Louis XV, alors âgé de douze ans.
En 1737, l'étang de Clagny, situé au nord de la Ville Neuve et qui était alors devenu un cloaque recevant tous les égouts, fut comblé et permit de récupérer vingt-quatre hectares immédiatement ouverts à la construction.
En 1740, une émeute se produisit dans le magasin des farines du marché de la Ville Neuve, appelé le « Poids le Roi ». Dans un contexte de mauvaise récolte, des Versaillaises, voulant s'opposer à l'enlèvement de farines par les boulangers parisiens, furent réprimées par les gardes suisses.
En 1743, commencèrent, sous la direction de Jacques Hardouin-Mansart de Sagonne, les travaux de construction de l'église Saint-Louis qui s'achevèrent neuf ans plus tard, et contribuèrent avec la création du marché des « Carrés Saint-Louis » à l'urbanisation du quartier Saint-Louis.
En 1759, pour accueillir les services de l'État, notamment des ministères des Affaires étrangères et de la Guerre, le roi fit construire par l'architecte Jean-Baptiste Berthier, d'une part, l'hôtel de la Marine et des Affaires étrangères et, d'autre part, celui de la Guerre. De nombreux hôtels particuliers sont également construits à cette époque.

#### Sous Louis XVI
Le 18 novembre 1777, est inauguré, rue des Réservoirs, le théâtre de Versailles, l'un des plus anciens de France, à l'initiative de mademoiselle Montansier.
Un des premiers vols de ballon à air chaud eut lieu à Versailles le 19 septembre 1783. Un ballon, préparé par Étienne de Montgolfier, transportant un mouton, un coq et un canard, s'éleva de la place du château pour se reposer trois kilomètres plus loin.
En 1787, le faubourg de Montreuil est annexé à Versailles, tant pour des raisons fiscales que pour améliorer la sécurité publique en étendant le domaine d'intervention de la police.
La première municipalité de Versailles, créée par ordonnance de Louis XVI, se réunit pour la première fois le 4 janvier 1788. Elle comprenait trente-deux élus, sous la direction du syndic, Marc-Antoine Thierry, baron de la Ville-d'Avray, premier valet de chambre du roi. Sa principale mission était de voter le budget de la ville. La police restait l'apanage du bailli.

### Révolution française

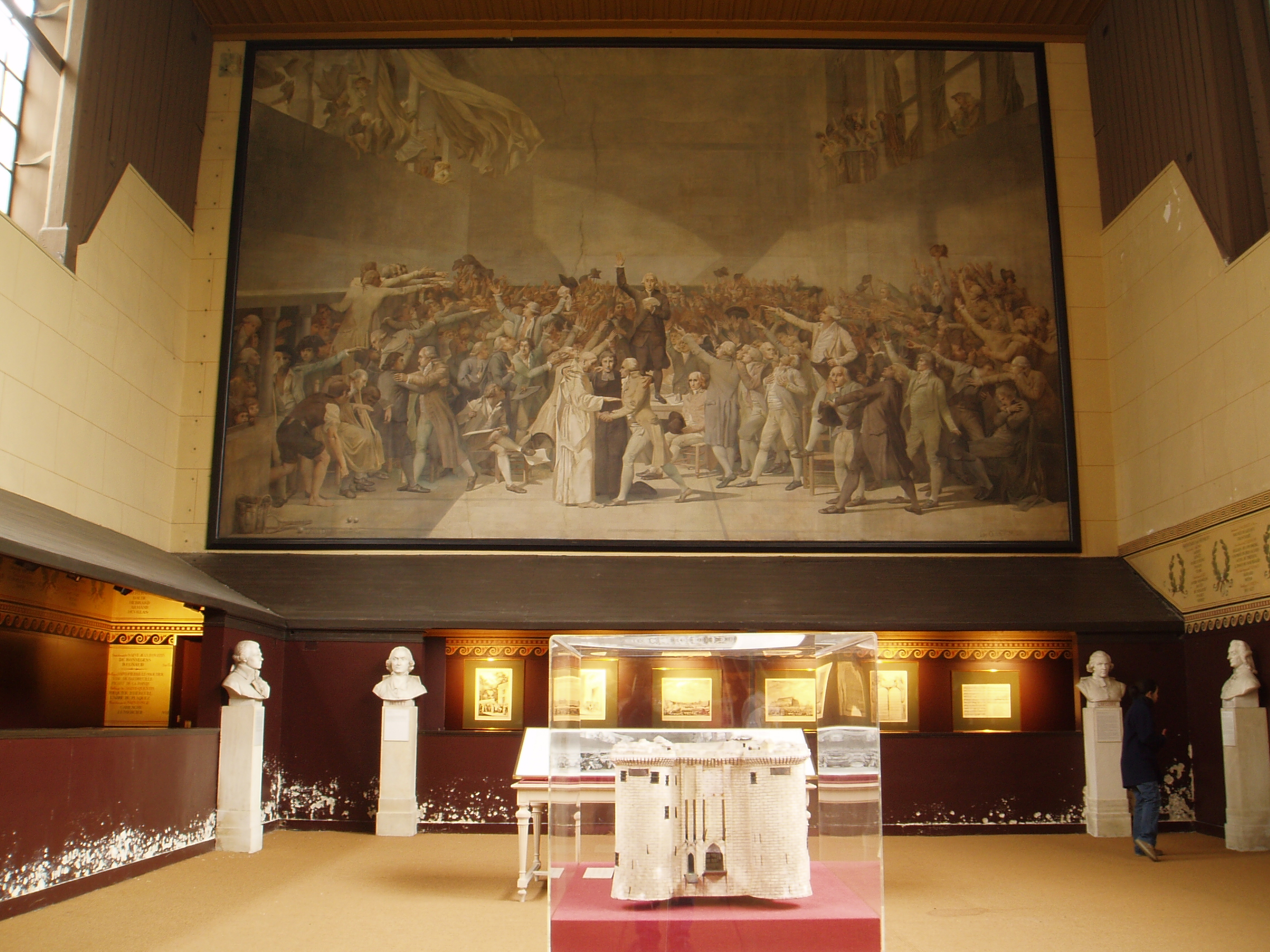
Salle du Jeu de paume.

Siège du pouvoir politique, Versailles devint naturellement le berceau de la Révolution française. Les États généraux se réunirent à Versailles le 5 mai 1789 à l'hôtel des Menus-Plaisirs et le 17 juin 1789, sur proposition de l’abbé Sieyès, ils prennent le titre d’« Assemblée nationale ». Le roi ayant fait fermer l'hôtel des Menus Plaisirs, les membres du tiers état occupèrent la salle du Jeu de paume le 20 juin 1789, où ils prononcent le célèbre serment. Après la prise de la Bastille, les premiers nobles émigrés, parmi lesquels le comte d'Artois, futur Charles X, frère de Louis XVI quittent Versailles. L’Assemblée constituante abolit le féodalisme et l'ensemble des privilèges - notamment ceux de « classe » et de « corporation » - le 4 août 1789, et rédige la déclaration des droits de l'Homme entre le 9 juillet et le 26 août de la même année. Finalement, les 5 et 6 octobre 1789, une foule venue de Paris envahit le château et força la famille royale à revenir à Paris. Peu après, l’Assemblée constituante suivit le roi à Paris et ce fut la fin du rôle de capitale de Versailles.
À l'époque de la Révolution, la commune avait proposé à la Convention de rebaptiser Versailles en « Berceau-de-la-Liberté », mais a dû se rétracter devant les réticences d'une grande partie de la population.
La ville perdit, par la suite, une bonne partie de ses habitants. De 50 000, la population descendit à 28 000 habitants en 1824.
Le 8 février 1791, la ville élit son premier maire, Jean-François Coste. Le 9 septembre 1792, des prisonniers d'Orléans qui devaient être conduits à Paris sont massacrés par des émeutiers étrangers à la ville, malgré le comportement courageux du nouveau maire Hyacinthe Richaud.
Le château, dépouillé de ses meubles et de ses ornements pendant la Révolution, fut laissé à l’abandon. Il n'est toutefois pas détruit. Sous le Directoire, on y installe un musée spécial de l'École française. Napoléon y séjourna brièvement, n’y passant qu’une seule nuit, avant de l’abandonner définitivement.

### XIXesiècle
Le 3 janvier 1805, le pape Pie VII, venu à Paris pour couronner Napoléon, fut invité à Versailles. Il fut reçu par le premier évêque de Versailles, Louis Charrier de la Roche, à la cathédrale Saint-Louis puis bénit la foule rassemblée devant le château.
Le 31 mars 1814, l'armée prussienne occupa la ville.
Le 1er juillet 1815, la cavalerie du général Exelmans rencontra à Vélizy une avant-garde prussienne composée de deux régiments de hussards qui furent culbutés. Les Prussiens en déroute s'enfuirent par Versailles et traversant la ville, au galop, par le boulevard du Roi, la rue des Réservoirs, la place d'Armes, l'avenue de Paris, la rue des Chantiers, en cherchant à gagner Saint-Germain-en-Laye, assaillis par la cavalerie française secondés par les gardes nationaux locaux agissant en tirailleurs à la porte Saint-Antoine, ils tombèrent dans une embuscade à Rocquencourt. Le lendemain, 2 juillet, Blücher occupa militairement Versailles, ordonna aux habitants de livrer toutes leurs armes et, quand nul ne fut plus en état de se défendre ou de se venger, il ordonna le pillage. Un grand nombre de maisons furent ravagées et de la manufacture d'armes il ne resta que les murs. Les villages de Rocquencourt, du Chesnay et de Vélizy subirent le même sort.
Ils restèrent dans Versailles jusqu'au 12 octobre 1815 date à laquelle ils furent remplacés par les Anglais qui partirent définitivement le 12 décembre de la même année.
Le 10 juin 1837, le roi des Français Louis-Philippe, inaugura dans le château, le musée d’Histoire de France, musée de peintures et de sculptures consacré aux « Gloires de la France ».
En 1839 et 1840, furent mis en service les chemins de fer de « rive droite » et de « rive gauche (château) » qui relient la ville à Paris, respectivement, à la gare Saint-Lazare et à la gare Montparnasse.
En 1858, une nouvelle machine hydraulique, pouvant élever 20 000 m3 par jour, due à l'ingénieur Dufrayer, remplaça la machine de Marly.
L'importance de cette grande ville va dès lors décliner, alors qu'elle est abandonnée par le pouvoir. Ce déclin va cesser après 1871, à la suite de l’insurrection de la Commune de Paris, date à laquelle le gouvernement de Thiers s'installa à Versailles, situation qui perdurera jusqu'en 1879.

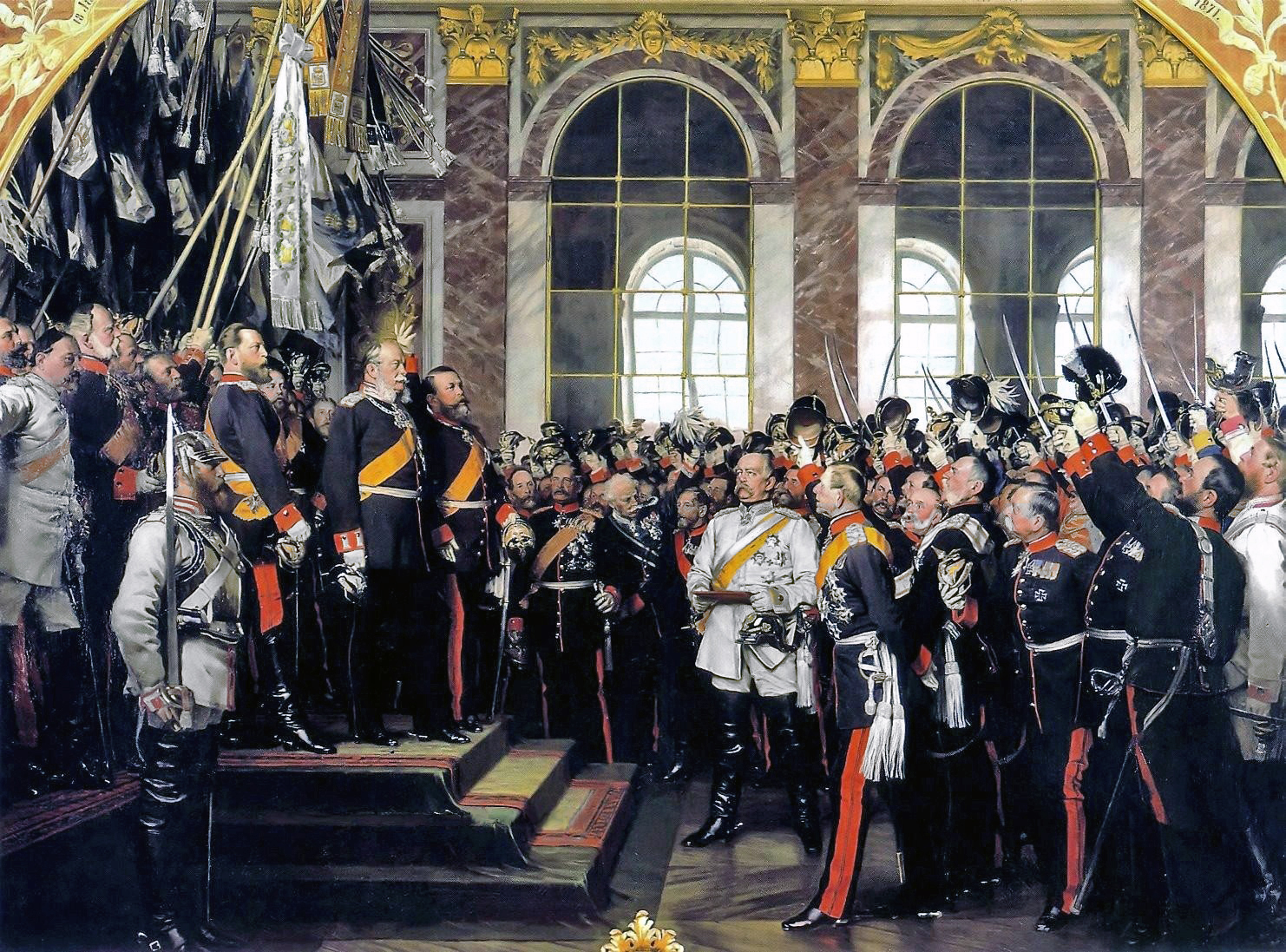
Proclamation de l'Empire allemand en 1871 par Anton von Werner (Bismarck-Museum - Friedrichsruh).

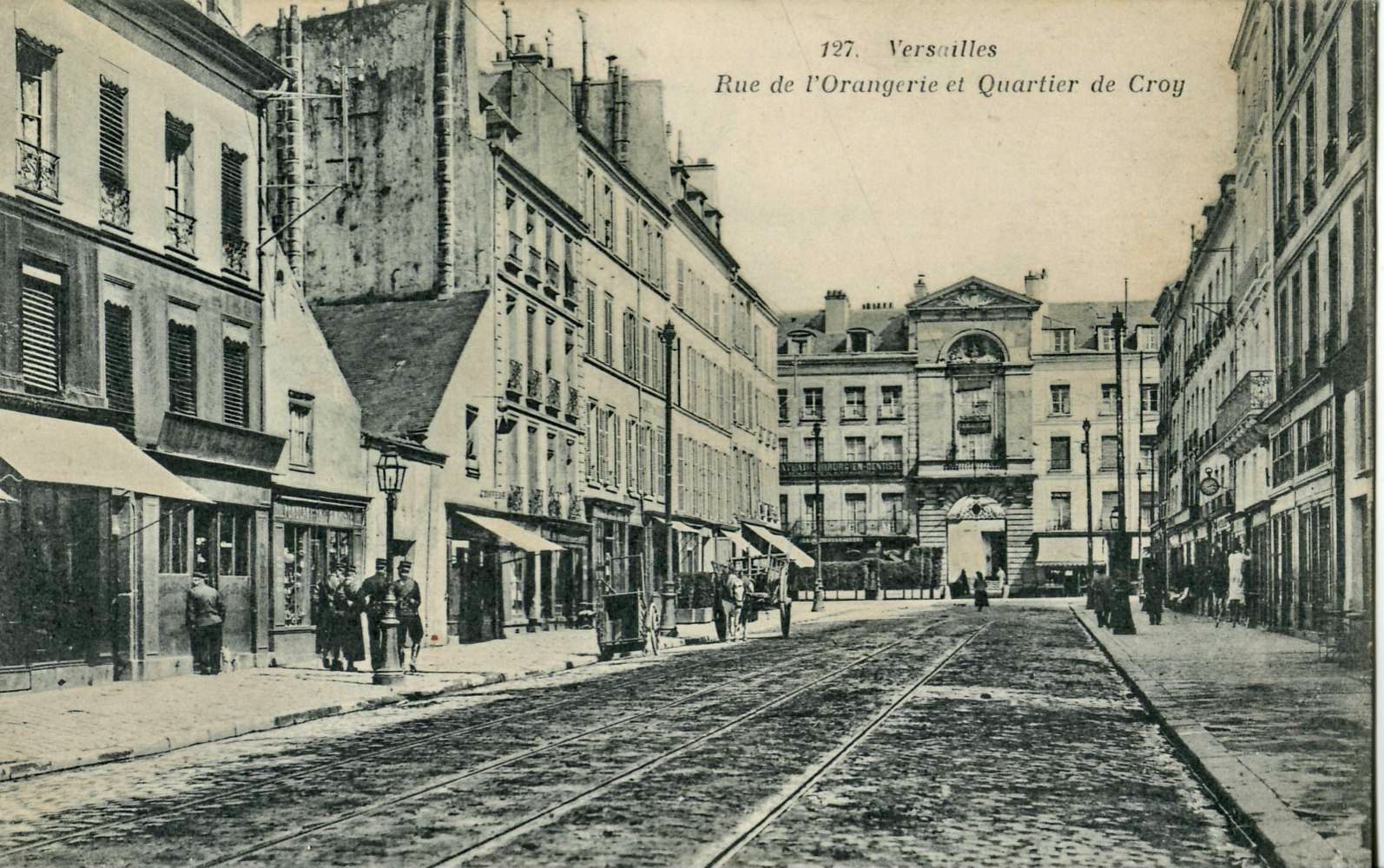
Versailles, avant la Première Guerre mondiale.
On y voit les rails du tramway de Versailles, qui fonctionna de 1876 à 1957.

La ville fut à nouveau occupée par les troupes prussiennes à partir du 19 septembre 1870, tandis que Paris fut assiégée. L'occupation durera 174 jours jusqu'au 12 mars 1871. Versailles dut faire face à de lourdes réquisitions. S'opposant à des demandes excessives, le maire, Charles-Victor Chevrey-Rameau, et trois de ses conseillers furent incarcérés le 31 décembre 1870 et libérés le 6 janvier suivant après que les commerçants eurent payé la rançon. Le roi de Prusse Guillaume Ier s'installa dans le château de Versailles et se fit proclamer empereur d'Allemagne le 18 janvier 1871 dans la Galerie des Glaces.
Au début de la Commune de Paris, le gouvernement de Thiers fuit le soulèvement parisien du 18 mars et s'installa à Versailles, suivi par une foule de Parisiens dont le nombre fut estimé à plus de 70 000 par le maire alors que la ville ne comptait que 44 000 habitants au recensement de 1866. À partir de juillet 1871, plusieurs milliers de Communards, fait prisonniers par les troupes « versaillaises » du maréchal Mac-Mahon, furent détenus - dans des conditions extrêmement sommaires - dans différents lieux de Versailles - la Conciergerie et le camp de Satory notamment - où fut emprisonnée Louise Michel et où vingt-cinq communards furent fusillés, dont le colonel Louis Rossel et le militant blanquiste Théophile Ferré. Louise Michel déclara lors de son procès :
« Ce que je réclame de vous qui vous donnez comme mes juges, c’est le champ de Satory où sont tombés nos frères… ».
Un hémicycle fut construit en 1875 dans l'aile du midi du château pour accueillir la Chambre des Députés tandis que le Sénat siégeait à l'Opéra. Les deux chambres votèrent le 19 juin 1879 leur transfert à Paris.
Dans la seconde moitié du XIXe siècle, la communauté juive de Versailles vécut une grande page avec Mahir Charleville, grand rabbin de Versailles, le développement fut profondément marqué par un certain modernisme. Il inaugura, notamment, le temple de la rue Albert-Joly, offert par Cécile Furtado-Heine et la communauté versaillaise à l'aube du nouveau siècle.
En 1897, Alfred Le Chatelier ouvrit une fabrique de céramiques en grès et en porcelaine à Glatigny, quartier encore isolé de la ville ; cet atelier produisit des pièces remarquées jusqu'en 1902.
En fin de siècle, Versailles évoluait comme une ville de province avec tout le faste d'une ville touristique importante.

### XXesiècle

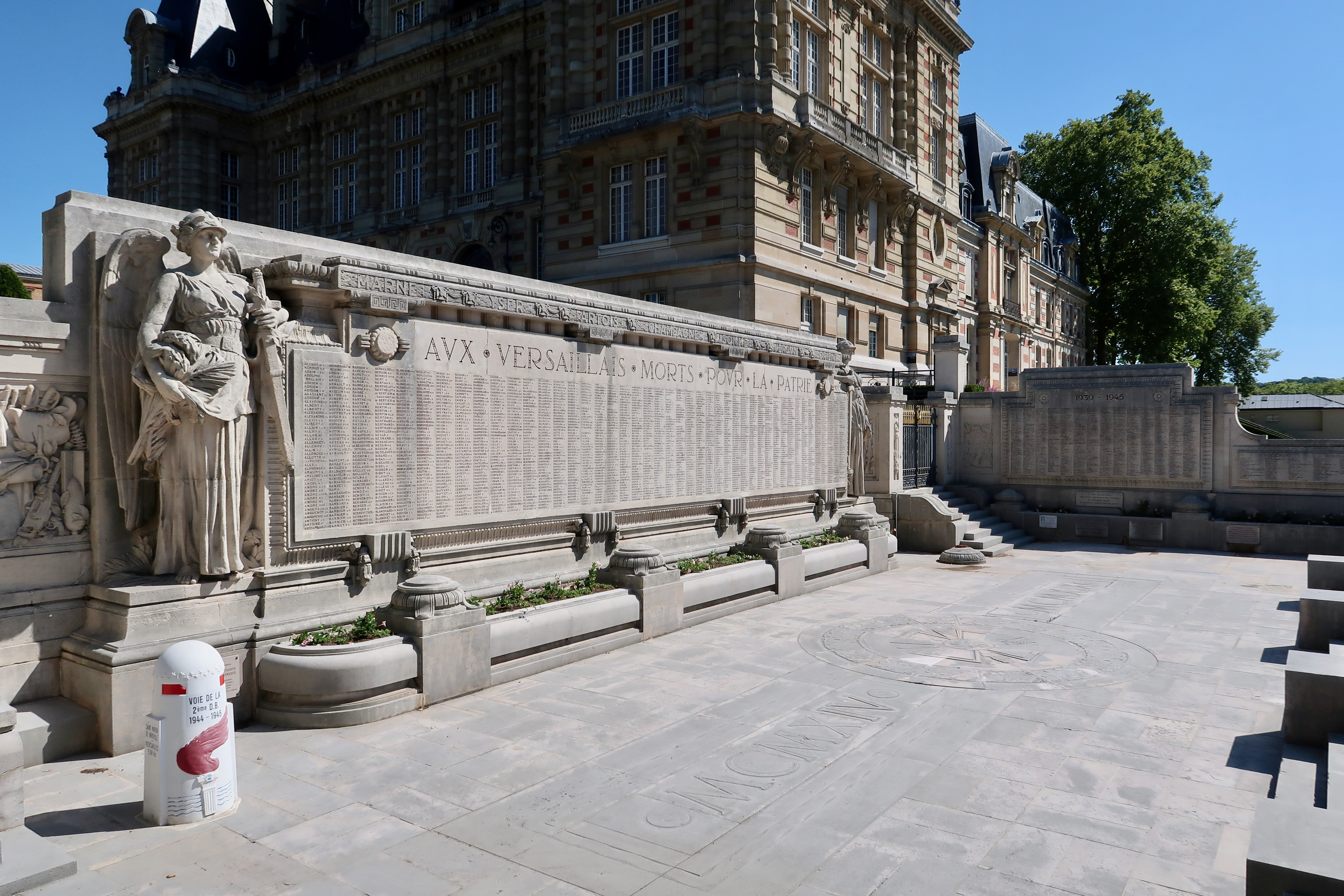
Le monument aux morts, 1924 (sculpteur Albert Guilbert, architecte Dubois).

Il fallut attendre 1901 pour que Versailles retrouvât son niveau de population de 1790, avec 54 982 habitants au recensement de 1901.
En 1919, à la fin de la Première Guerre mondiale, Versailles fut à nouveau en vedette lorsque les différents traités mettant fin à la guerre furent négociés et signés dans le château lui-même ou au Grand Trianon ; notamment, le 28 juin 1919, eut lieu la signature du traité de Versailles dans la galerie des Glaces du château.
Dans les années 1923-1932, un industriel américain, John D. Rockefeller, fit des dons d'un montant total de 23 millions de dollars qui contribuèrent grandement à la restauration du château et du parc, notamment la réfection des toits.

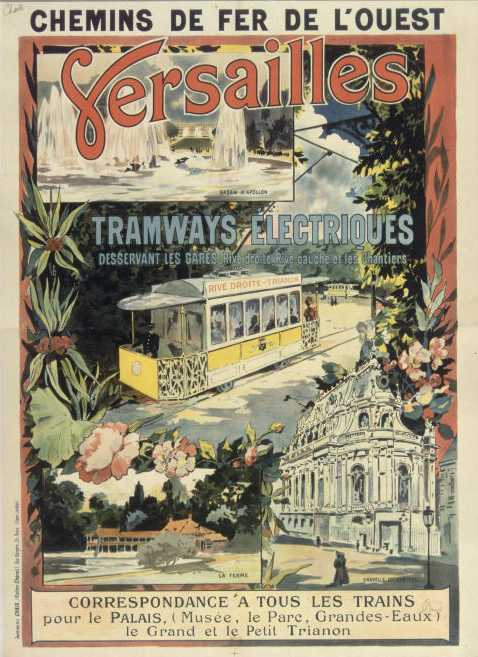
Tramways électriques de Versailles, affiche des Chemins de fer de l'Ouest, 1899.

En 1932, eut lieu l'inauguration de la gare des Chantiers par Raoul Dautry.
La conclusion des accords de Munich fin septembre 1938 suscite un soulagement et une joie profonde : le conseil municipal attribue le nom de Neville-Chamberlain à une des rues de la ville dans les jours qui suivent, qui correspond à l'actuelle avenue de Normandie.
Pendant la Seconde Guerre mondiale, Versailles fut occupée par les troupes allemandes du 14 juin 1940 au 24 août 1944, date de l'entrée des premiers blindés de la 2e DB du général Leclerc. Elle subit, notamment en février et juin 1944, d'importants bombardements visant la gare des Chantiers et le camp de Satory et qui firent plus de 300 victimes.
Deux faits marquèrent la Résistance à Versailles. Le 27 août 1941, au cours d'une cérémonie dans la caserne Borgnis-Desbordes (dans laquelle se trouvait la Légion des volontaires français contre le bolchevisme) le jeune Paul Collette tenta d'abattre Pierre Laval et Marcel Déat en tirant cinq balles de revolver. Cet événement n’eut pas de conséquences politiques. Le 13 mai 1944, de jeunes Versaillais incendièrent le fichier du recensement dans les services du STO, place Hoche. Arrêtés par la suite sur dénonciation, ils moururent en déportation.
Le 3 mars 1957, le réseau des Tramways de Versailles fut fermé et remplacé par des autobus. La même année fut achevée après six ans de travaux la restauration de l'Opéra royal, qui sert également d'assemblée au Sénat.
Le 25 février 1965, un décret fixa à Versailles le chef-lieu du nouveau département des Yvelines, créé officiellement le 1er janvier 1968 en application de la loi no 64-707 du 10 juillet 1964 portant réorganisation de la région parisienne.
En 1966, la restauration et le nouvel ameublement du château du Grand Trianon, à l'instigation d'André Malraux, ministre de la Culture, fut achevée. Le Grand Trianon est à la fois musée et résidence des hôtes officiels de la France.
Du 4 au 6 juin 1982, se tient au château la 8e réunion du G7 dit Sommet de Versailles.
Les 17 et 19 février 1986, le premier sommet de la francophonie tint à Versailles, dans le château, sous la présidence de François Mitterrand. Il réunissait, outre la France, des représentants de 42 pays, dont seize chefs d’État et dix chefs de gouvernement.
La grande tempête du 26 décembre 1999 ravagea les plantations du parc et permit, en contrepartie, la mise en place d'un important programme de replantation des essences originelles dans leurs alignements d'époque.

### XXIesiècle
Aujourd'hui, avec la croissance de la banlieue de Paris, Versailles, se trouve englobée dans l’agglomération parisienne. Le rôle de Versailles comme centre administratif et judiciaire s’est renforcé dans les années 1960 et 1970 ; la ville reste l'un des pôles notables de la banlieue ouest de Paris, à la démographie et à l'économie peu dynamiques (cf. infra).
Le 25 juin 2007, la Galerie des Glaces, restaurée après quatre ans de travaux, est rouverte à la visite.

## Politique et administration
Bien que Paris soit toujours restée la capitale officielle de la France, Versailles a été à plusieurs reprises le siège effectif du pouvoir central et la capitale de fait de la France :
- de mai 1682, date à laquelle le roi Louis XIV transféra la cour et le gouvernement de Paris à Versailles, jusqu'en septembre 1715 (mort de Louis XIV), lorsque le régent Philippe d'Orléans décida de s'installer à Paris ;
- de juin 1722, avec le retour à Versailles de la cour du roi Louis XV, jusqu'en octobre 1789, lorsque le roi Louis XVI fut forcé par le peuple de retourner à Paris ;
- du 20 mars 1871, lorsque le gouvernement de la Troisième République et l'Assemblée nationale se réfugièrent à Versailles, fuyant l'insurrection de la Commune de Paris, jusqu'à novembre 1879, avec l'élection de Jules Grévy à la présidence de la République qui marqua le retour à Paris du gouvernement et du parlement.

Le congrès du Parlement français, lorsqu'il est convoqué par le président de la République, se réunit au château de Versailles, dans l'aile du Midi. Avant l'élection du président de la République au suffrage universel direct, c'était également au château de Versailles que le président était élu par le parlement.

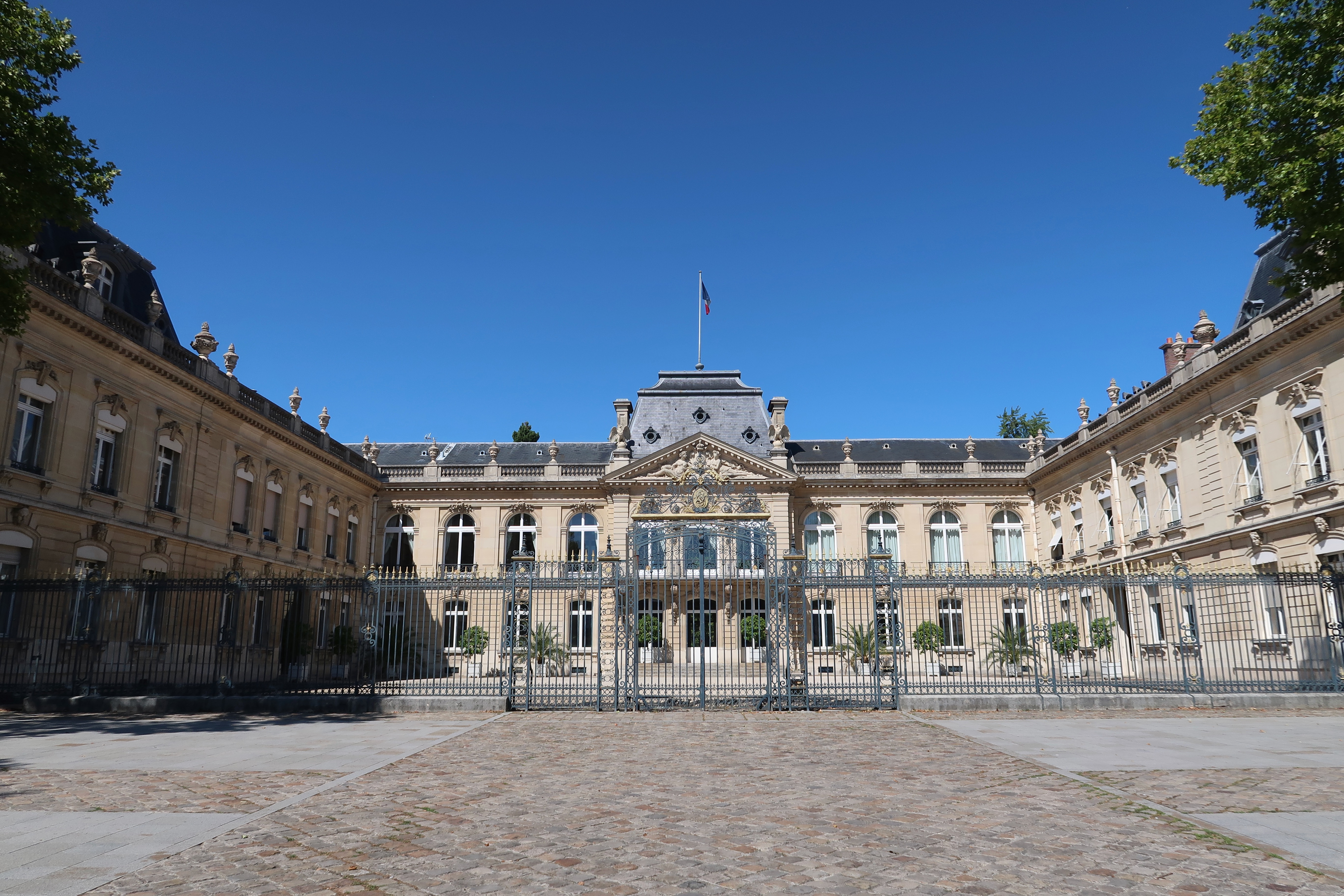
Hôtel de préfecture des Yvelines.

### Rattachements administratifs et électoraux
Antérieurement à la loi du 10 juillet 1964, la commune était le chef-lieu du département de Seine-et-Oise.
La réorganisation de la région parisienne en 1964 fit de la commune le chef-lieu des Yvelines et de son arrondissement de Versailles, après un transfert administratif effectif au 1er janvier 1968.
Pour l'élection des députés, Versailles fait partie de deux circonscriptions législatives : la majorité de la ville fait partie de la première circonscription des Yvelines et le surplus, avec le quartier des Chantiers et la partie est du quartier Saint-Louis, fait partie de la deuxième circonscription des Yvelines.
En 1801, la ville fut divisée entre les trois cantons de Versailles Nord, Versailles Ouest et de Versailles Sud de Seine-et-Oise. En 1964, ces cantons furent modifiés ; fut créé en plus le canton de Versailles-Nord-Ouest. Une réforme intervint en 1991, et la ville ne se divisa alors qu'en trois cantons, ceux de Versailles Nord, Versailles Sud et de Versailles-Nord-Ouest.
Dans le cadre du redécoupage cantonal de 2014 en France, la ville est désormais le bureau centralisateur de deux cantons :
- canton de Versailles-1, qui comprend la partie de la commune située au nord d'une ligne définie par l'axe des voies et limites suivantes : à partir de la limite territoriale de la commune de Viroflay, place Louis-XIV, avenue de Paris, avenue du Général-de-Gaulle, rue Royale, rue des Bourdonnais, rue Saint-Médéric, rue du Hazard, rue Edouard-Charton, rampe Saint-Martin, jusqu'à la limite territoriale de la commune de Buc[65] ;
- canton de Versailles-2, auquel le surplus de la ville est rattaché.

Depuis 1972, Versailles est le siège d'une des trente académies, circonscriptions administratives du ministère chargé de l'éducation. Celle de Versailles couvre l'ouest de l'ancienne Seine-et-Oise, c'est-à-dire l'Essonne, les Hauts-de-Seine, les Yvelines et le Val-d'Oise.
En 1975, la ville est devenue le siège de la cour d'appel de Versailles dont la circonscription s'étend sur les départements d'Eure-et-Loir, des Hauts-de-Seine, du Val-d'Oise et des Yvelines. Elle est également le siège du tribunal judiciaire de Versailles et abrite la maison d'arrêt de Versailles.

### Intercommunalité
La ville est le siège de la communauté d'agglomération Versailles Grand Parc.
La population de Versailles représentait 32,6 % des 262 190 habitants de la communauté d'agglomération au 1er janvier 2012, dans son nouveau périmètre de 2014.

### Tendances politiques et résultats
Versailles est une ville qui a une longue tradition politique ancrée à droite. L'actuel maire, François de Mazières, qui était dans l'équipe municipale sortante maire-adjoint chargé de la culture, l'a emporté en 2008 contre le candidat officiellement investi par l'UMP, Bertrand Devys. Il a ensuite été élu député en 2012 comme candidat « divers droite », avec l'investiture de l'UMP.
À l’élection présidentielle de 2002, le premier tour avait vu arriver en tête Jacques Chirac avec 27,86 %, suivi de Jean-Marie Le Pen avec 12,8 %, Lionel Jospin avec 11,89 %, puis François Bayrou avec 11,37 %, Christine Boutin avec 7,51 %, Alain Madelin avec 6,35 %, Jean-Pierre Chevènement avec 5,86 %, Noël Mamère avec 4,07 %, aucun autre candidat ne dépassant le seuil des 4 %. Au second tour, les électeurs ont voté à 84,42 % pour Jacques Chirac contre 15,58 % pour Jean-Marie Le Pen avec un taux d’abstention de 17,47 %, résultat légèrement plus contrasté qu'au niveau national (respectivement 82,21 % et 17,79 % ; abstention 20,29 %).
Au référendum sur le traité constitutionnel pour l’Europe du 29 mai 2005, les Versaillais ont très nettement approuvé la Constitution européenne, avec une majorité de 68,87 % de oui contre 31,13 % de non et un taux d’abstention de 24,44 % (France entière : non à 54,67 % ; oui à 45,33 %). Ces chiffres amplifient nettement la tendance départementale des Yvelines (oui à 59,53 % ; non à 40,47 %) et celle de la région Île-de-France (oui 53,99 % ; non 46,01 %).
À l’élection présidentielle de 2007, le premier tour a vu Nicolas Sarkozy arriver en tête avec 47,06 %, suivi par François Bayrou avec 22,01 %, Ségolène Royal avec 15,57 %, Jean-Marie Le Pen avec 7,58 % et Philippe de Villiers avec 3,18 %, aucun autre candidat ne dépassant le seuil des 2 %. Le second tour a vu Nicolas Sarkozy arriver en tête à une très large majorité de 70,80 % contre 29,20 % pour Ségolène Royal (résultat national : respectivement 53,06 et 46,94 %).
Lors de l’élection présidentielle de 2012, Nicolas Sarkozy arrive à nouveau nettement en tête au premier tour avec 46,48 % des voix, devant François Hollande crédité de 19,63 %, François Bayrou de 12,37 %, Marine Le Pen de 11,21 % et Jean-Luc Mélenchon de 5,56 %. Aucun autre candidat n'a dépassé les 3 % lors de ce premier tour. Au second tour, les Versaillais votent à nouveau à contre-pied du résultat national (51,64 % pour François Hollande contre 48,36 % pour Nicolas Sarkozy), en attribuant 66,84 % des voix au candidat UMP contre 33,16 % au candidat socialiste.
À l’élection présidentielle de 2017, les Versaillais votent à 42,99 % pour François Fillon au premier tour (qui recueille 20,01 % des voix à l'échelle nationale) devant Emmanuel Macron (27,06 %), Marine Le Pen (9,8 %) et Jean-Luc Mélenchon (9,7%). Au second tour, ils votent à 76,15 % pour Emmanuel Macron et à 23,85 % pour Marine Le Pen (les moyennes nationales étant respectivement 66,10 % et 33,90 %).

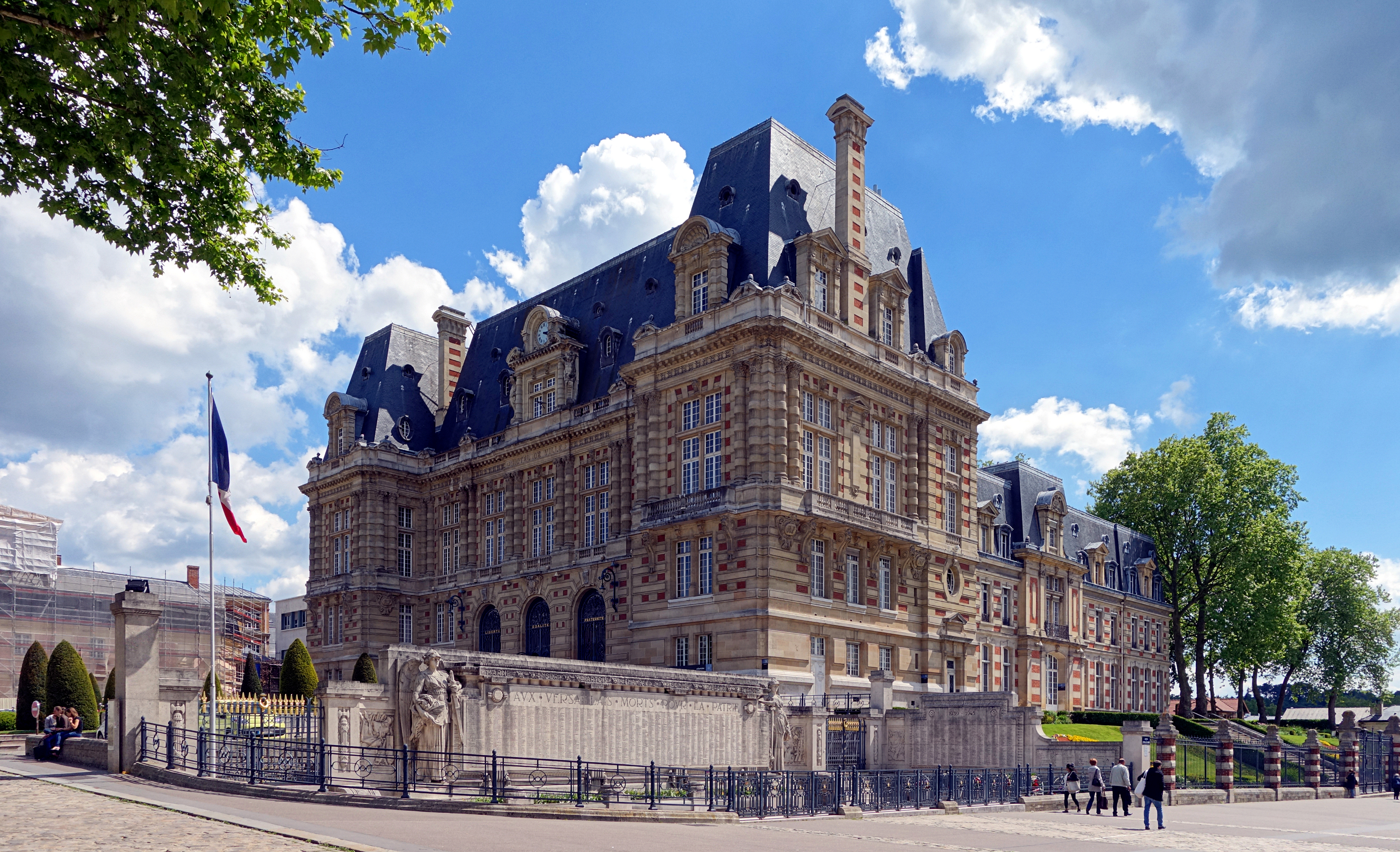
L'hôtel de ville de Versailles.

### Administration municipale
Le conseil municipal compte actuellement 53 membres : 45 élus de la majorité, 3 élus d'une liste de droite « En avant Versailles », 2 élus d'une écologiste et citoyenne « Vivre Versailles - écologie citoyenne », 1 élue LREM, 1 élue du RN et 1 élu du PS/EELV.

### Liste des maires
| Période | Période  | Identité             | Étiquette    | Qualité |
| ------- | -------- | -------------------- | ------------ | --- |
| 1944    | 1947     | Émile Labeyrie       |              | Homme politique |
| 1947    | 1977     | André Mignot         | RPF puis CNI | Avocat Sénateur des Yvelines (1968 → 1977) Député de Seine-et-Oise (1946 → 1946 et 1951 → 1962)                                             |
| 1977    | 1995     | André Damien         | UDF-CDS      | Avocat Membre de l'Académie des sciences morales et politiques                                                                              |
| 1995    | 2008     | Étienne Pinte        | RPR puis UMP | Cadre d'établissement public Député des Yvelines (5e puis 1re circ) (1978 → 2012) Président de la CC de Versailles Grand Parc (2003 → 2008) |
| 2008    | En cours | François de Mazières | DVD          | Énarque Président de la CA Versailles Grand Parc (2008 →) Député des Yvelines (1re circ.) (2012 →2017) Réélu pour le mandat 2020-2026 ,     |

### Démocratie participative
Depuis 1977, la municipalité a institué huit « conseils de quartier » (Chantiers, Clagny-Glatigny, Jussieu-Petit-Bois-Picardie, Montreuil, Notre-Dame, Porchefontaine, Saint-Louis et Satory) en vue de favoriser l'information et la consultation entre l'équipe municipale et les habitants. Les comptes rendus de ces conseils de quartiers sont publiés sur le site officiel de la ville.

### Jumelages
Versailles est restée longtemps à l'écart des jumelages avec d'autres villes. Ce n'est qu'en 2016 qu'un jumelage est établi avec la ville de Potsdam,. 
- Potsdam (Allemagne) depuis le 11 juin 2016

La ville entretient cependant des relations avec des villes royales ou impériales.
- Taïpei (Taïwan) depuis 1986
- Gyeongju (Corée du Sud) depuis 1987
- Nara (Japon) depuis 1988

## Population et société

### Démographie
Ses habitants sont appelés les Versaillais,.

#### Évolution démographique
Versailles n'était à la fin de la guerre de Cent Ans, sous le règne de Charles VII le Victorieux, qu'un petit village d'une centaine d'âmes. Sa population est évaluée à la fin du XVIe siècle à environ 500 habitants, puis à un millier vers 1632 quand Louis XIII rachète la seigneurie aux Gondi. La population fait un bond à partir de 1662 quand Louis XIV engage les travaux de transformation du château qui se traduisent par l'arrivée de milliers d'ouvriers, souvent saisonniers, logés dans des baraquements, puis à partir de 1682, année de l'installation de la Cour à Versailles. À la fin du XVIIe siècle, Versailles devait atteindre 20 000 habitants et était devenu une des villes importantes du royaume (Paris comptait alors environ 500 000 habitants).
La ville continua à se développer jusqu'à la fin du règne de Louis XIV pour atteindre environ 25 000 habitants, mais la mort de Louis XIV en 1715 et la décision du régent Philippe d'Orléans, de transférer la Cour à Paris provoqua une récession et un reflux de la population de l'ordre de 50 %, provoquant un effondrement du marché immobilier. Le retour de la Cour de Louis XV en 1722 provoqua un nouvel afflux de population et de grands travaux d'urbanisme. La ville s'agrandit encore en 1787 en annexant le village de Montreuil. Elle comptait environ 60 000 habitants à la veille de la Révolution.
La Révolution provoqua à nouveau une chute de moitié de la population qui régressa entre 1790 et 1800 de 60 000 à 25 000 habitants, la ville perdant l'essentiel de ses fonctions politiques et administratives, partiellement compensées par la création de la préfecture de Seine-et-Oise. Par la suite, la population continue à croître régulièrement au fur et à mesure que l'urbanisation s'étend. Ainsi les quartiers de Clagny et Glatigny se complètent vers la fin du XIXe siècle. La crise de la Commune en 1871, suivie de l'installation du gouvernement à Versailles, provoque un afflux de Parisiens et une pointe transitoire de population qui augmente brusquement de 40 % pour dépasser 60 000 habitants au recensement de 1872 avant de retomber à 48 000 en 1881.
Après une croissance continue qui culmine à 73 000 habitants en 1936, la guerre de 1939-1945 provoque une nouvelle crise démographique. En 1946, la ville ne compte plus que 70 000 habitants. Elle s'était littéralement vidée en juin 1940, tombant à environ 10 000 personnes au moment de l'exode. Par la suite, du fait de l'intense effort de construction des années 1950-1970, la population a de nouveau sensiblement augmenté, atteignant son maximum historique de 94 000 habitants en 1975. Depuis lors, on constate la stagnation du nombre d'habitants, suivie d'une baisse depuis 2009.
L'évolution du nombre d'habitants est connue à travers les recensements de la population effectués dans la commune depuis 1790. Pour les communes de plus de 10 000 habitants les recensements ont lieu chaque année à la suite d'une enquête par sondage auprès d'un échantillon d'adresses représentant 8 % de leurs logements, contrairement aux autres communes qui ont un recensement réel tous les cinq ans,.

En 2022, la commune comptait 83 918 habitants, en évolution de −1,67 % par rapport à 2016 (Yvelines : +2,72 %, France hors Mayotte : +2,11 %).
| 1790   | 1793   | 1800   | 1806   | 1821   | 1831   | 1836   | 1841   | 1846   |
| ------ | ------ | ------ | ------ | ------ | ------ | ------ | ------ | ------ |
| 51 085 | 35 093 | 27 574 | 26 974 | 27 528 | 28 477 | 29 209 | 35 412 | 34 901 |

| 1851   | 1856   | 1861   | 1866   | 1872   | 1876   | 1881   | 1886   | 1891   |
| ------ | ------ | ------ | ------ | ------ | ------ | ------ | ------ | ------ |
| 35 367 | 39 306 | 43 899 | 44 021 | 61 686 | 49 847 | 48 324 | 49 852 | 51 679 |

| 1896   | 1901   | 1906   | 1911   | 1921   | 1926   | 1931   | 1936   | 1946   |
| ------ | ------ | ------ | ------ | ------ | ------ | ------ | ------ | ------ |
| 54 874 | 54 982 | 54 820 | 60 458 | 64 753 | 68 574 | 66 859 | 73 839 | 70 141 |

| 1954   | 1962   | 1968   | 1975   | 1982   | 1990   | 1999   | 2006   | 2011   |
| ------ | ------ | ------ | ------ | ------ | ------ | ------ | ------ | ------ |
| 84 445 | 86 759 | 90 829 | 94 145 | 91 494 | 87 789 | 85 726 | 87 549 | 86 307 |

| 2016   | 2021   | 2022   | - | - | - | - | - | - |
| ------ | ------ | ------ | - | - | - | - | - | - |
| 85 346 | 83 587 | 83 918 | - | - | - | - | - | - |

#### Pyramide des âges
La population de la commune est relativement jeune.
En 2018, le taux de personnes d'un âge inférieur à 30 ans s'élève à 38,7 %, soit au-dessus de la moyenne départementale (38,0 %). À l'inverse, le taux de personnes d'âge supérieur à 60 ans est de 22,9 % la même année, alors qu'il est de 21,7 % au niveau départemental.
En 2018, la commune comptait 41 030 hommes pour 44 175 femmes, soit un taux de 51,85 % de femmes, légèrement supérieur au taux départemental (51,32 %).
Les pyramides des âges de la commune et du département s'établissent comme suit.
| Hommes | Classe d’âge | Femmes |
| ------ | ------------ | ------ |
| 1,2    | 90 ou +      | 2,3    |
| 7,0    | 75-89 ans    | 10,0   |
| 11,9   | 60-74 ans    | 13,3   |
| 19,6   | 45-59 ans    | 18,7   |
| 19,7   | 30-44 ans    | 18,8   |
| 21,5   | 15-29 ans    | 19,4   |
| 19,1   | 0-14 ans     | 17,5   |

| Hommes | Classe d’âge | Femmes |
| ------ | ------------ | ------ |
| 0,6    | 90 ou +      | 1,4    |
| 6      | 75-89 ans    | 7,8    |
| 13,5   | 60-74 ans    | 14,8   |
| 20,7   | 45-59 ans    | 20,1   |
| 19,6   | 30-44 ans    | 19,9   |
| 18,5   | 15-29 ans    | 16,8   |
| 21,2   | 0-14 ans     | 19,2   |

#### Niveau d'études
En 2014, le niveau d'éducation à Versailles est élevé, nettement plus que dans le reste du département des Yvelines. En effet, la part dans la population totale des titulaires de diplômes de niveau Bac+2 ou supérieur est, dans la commune, de 60,7 %, contre 41,8 % en moyenne yvelinoise, tandis que 14,5 % de la population n'est titulaire d'aucun diplôme (contre 23,6 % au niveau départemental). En 2014, la ville comptait 13 270 personnes relevant de la catégorie « cadres et professions intellectuelles supérieures », soit 28,4 % de la population active.

### Enseignement
Versailles est le siège d’une académie, dont la compétence s'étend aux quatre départements de l’Essonne, des Hauts-de-Seine, du Val-d'Oise et des Yvelines, qui totalisent plus de six millions d’habitants.

#### Établissements scolaires

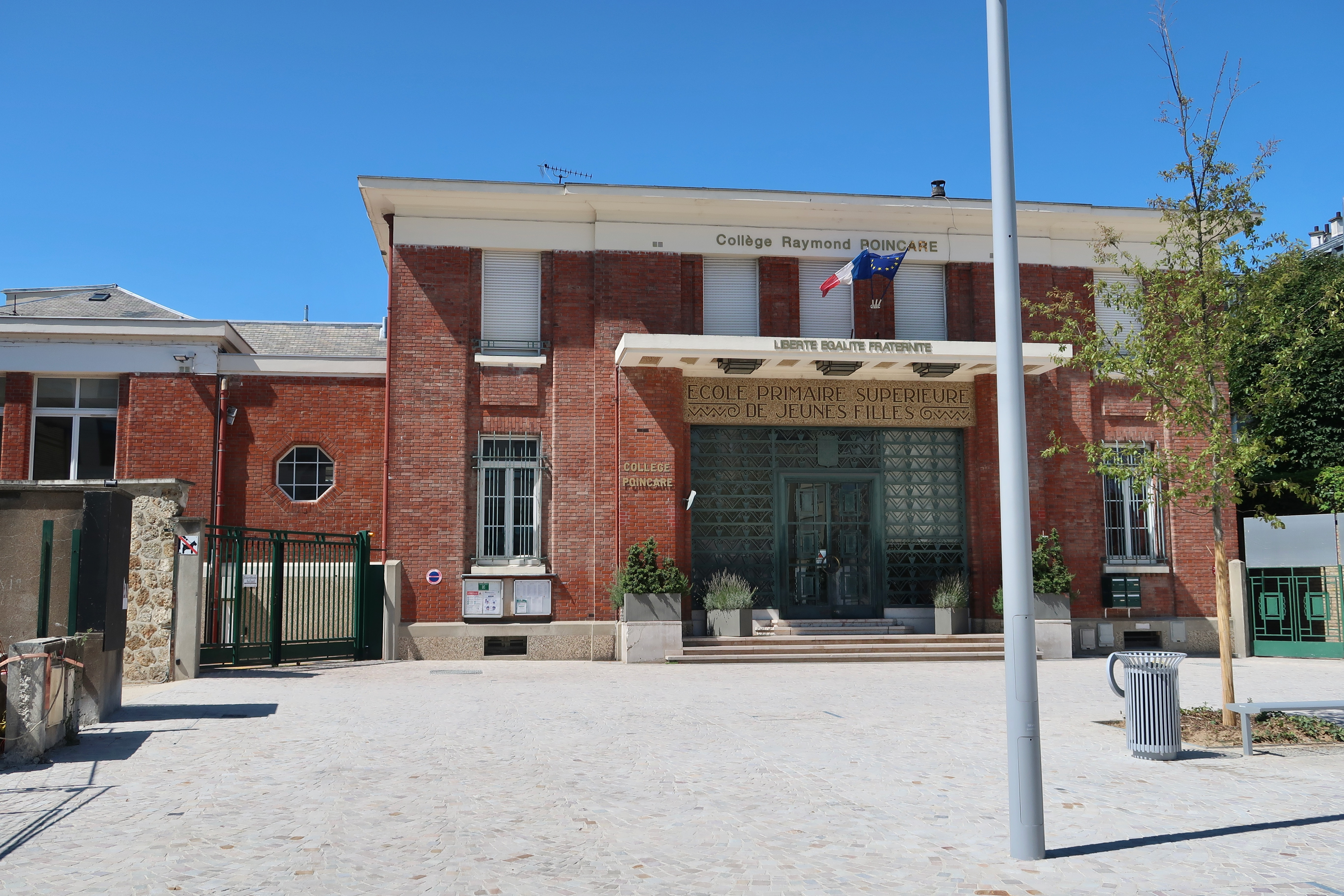
Collège Raymond-Poincaré, ancienne école primaire supérieure de jeunes filles.

On dénombre à Versailles pour la rentrée 2008, trente-quatre écoles gérées par la commune (dix-sept écoles maternelles, dix-sept écoles élémentaires dont cinq d'application), deux groupes scolaires primaires et onze écoles privées, qui au total accueillaient en 2007 environ 10 000 élèves.
Les établissements de la commune dépendent de l’inspection générale de l'inspection départementale de l’Éducation nationale des Yvelines, circonscription de Versailles (qui se limite à la seule commune de Versailles).
En 1975 eut lieu la première classe de neige franco-américaine entre Versailles et Cedar Rapids (Iowa). Ce fut un bouleversement pédagogique dans les écoles primaires : enseignement de l'anglais, accueil d'une classe américaine. Puis, en 1976, eut lieu le départ de la première classe de CM2 aux États-Unis dans le courant de l'année scolaire. La grande réussite de cette classe conduisit le fondateur André Girod à l'instaurer dans de nombreuses écoles à travers les États-Unis (de l'Alaska à la Floride) et dans toute la France de Nice à Nantes. Plus de 40 000 enfants participèrent à cette aventure. André Girod décrit dans ses mémoires (Classe de neige franco-américaine, Publibook, Paris) ce que fut cette saga dans le monde de l'enseignement primaire.
Le département gère cinq collèges (Pierre-de-Nolhac, Raymond-Poincaré, Jean-Philippe-Rameau, Hoche et collège de Clagny) et la région cinq lycées (Hoche, La Bruyère, Jules-Ferry, Marie-Curie et le lycée professionnel Jacques-Prévert). Versailles compte également plusieurs établissements privés sous contrat, deux collèges (Saint-Jean-Hulst, et Sacré-Cœur) (le collège Notre-Dame ayant été intégré à l'école Blanche-de-Castille au Chesnay) et quatre lycées (Notre-Dame-du-Grandchamp, Saint-Jean-Hulst, Saint-Vincent-de-Paul et lycée polyvalent « Les Châtaigners »), ainsi que des établissements hors contrat (Institut Jeanne-d'Arc, Cours Versaillais, École technique d'informatique, comptabilité et secrétariat).
Selon le palmarès 2007 de L'Express, les lycées d'enseignement général Notre-Dame-du-Grandchamp, Hoche et Saint-Jean-Hulst, sont classés respectivement 2e, 14e et 15e pour leurs résultats au baccalauréat.

#### Vie universitaire

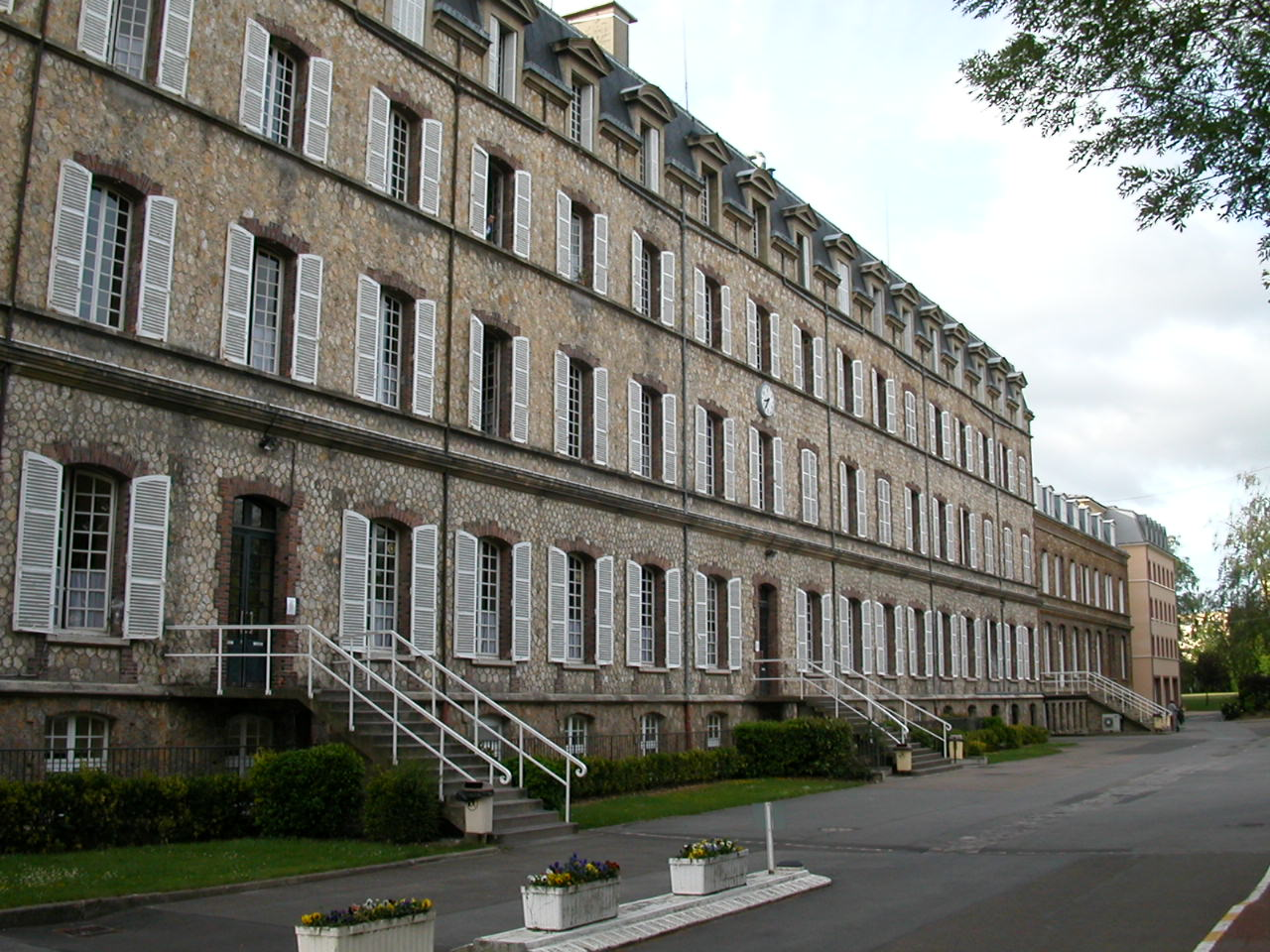
Lycée privé Sainte-Geneviève.

Outre les classes préparatoires aux grandes écoles présentes dans le lycée privé Sainte-Geneviève (« Ginette »), les lycées publics Hoche, La Bruyère, Jules-Ferry, Marie-Curie et le lycée privé Notre-Dame du Grandchamp, Versailles est le siège d'une université et de plusieurs écoles spécialisées.
L'université de Versailles-Saint-Quentin-en-Yvelines (UVSQ) a ses services centraux avenue de Paris à Versailles. Cette université, créée en 1991, compte environ 19 000 étudiants (année scolaire 2013-2014) et propose une formation pluridisciplinaire (sciences exactes, sciences sociales, sciences humaines, sciences juridiques et politiques, ingénierie et technologie, médecine. Université de proximité ancrée dans le territoire des Yvelines dont elle contribue au dynamisme, elle est implantée, outre Versailles et Saint-Quentin-en-Yvelines, dans six autres sites des Yvelines (Vélizy, Rambouillet, Mantes-la-Jolie, Mantes-la-Ville) et des Hauts-de-Seine (Garches).
Les écoles spécialisées sont l'École nationale supérieure d’architecture de Versailles, installée dans la Petite Écurie face au château, l'École nationale supérieure du paysage, installée sur le site du Potager du roi, l'Institut supérieur international du parfum, de la cosmétique et de l'aromatique alimentaire (ISIPCA), l'Ecole supérieure d'Art Mural de Versailles, un centre d'enseignement du Conservatoire national des arts et métiers (CNAM) qui s'adresse aux adultes ayant déjà une activité professionnelle. L'institut de formation en soins infirmiers (IFSI), établissement dépendant du centre hospitalier de Versailles, forme des infirmiers et des aides-soignants.
Le Centre régional de formation professionnelle des avocats du ressort de la cour d'appel de Versailles (CRFPA de Versailles ou Haute École des avocats conseils-HEDAC) était installé à Versailles, jusqu'en 2008, date de son déménagement à Viroflay, dans le prolongement de l'avenue de Paris.
L'École européenne d'intelligence économique (EEIE) est située dans l'hôtel de madame de Pompadour à Versailles, aussi nommé Hôtel des Réservoirs, construit en 1751 par l'architecte Jean Cailleteau (« Lassurance ») pour madame de Pompadour.

### Manifestations culturelles et festivités

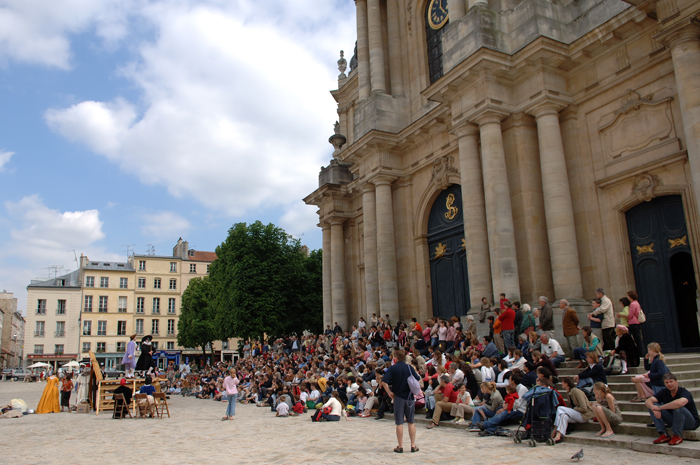
Parade sur la place Saint-Louis lors du Mois Molière 2006.

Versailles est le cadre tous les ans au mois de juin de l'un des festivals de théâtre en France (environ soixante mille visiteurs), Le Mois Molière, créé en 1996 par François de Mazières et animé par plusieurs centaines de bénévoles. Organisé par la Ville, il présente plus de 250 spectacles sur une quarantaine de sites et a pour but de promouvoir le théâtre populaire sous toutes ses formes (grands classiques, comédies musicales, cirque contemporain…). Chaque année, de nombreuses créations inédites y sont présentées, des personnalités du théâtre (tels Denis Podalydès, Nicolas Vaude, Arthur Jugnot, Philippe Caubère, Romane Bohringer…) viennent y rendre un hommage au théâtre populaire et plusieurs pays étrangers sont les invités des organisateurs. Ainsi l'Espagne, la Colombie, la Russie et le Québec, entre autres, ont-ils pu fouler les planches versaillaises. Parallèlement à la programmation officielle du festival, les ensembles théâtraux et musicaux locaux y présentent leurs dernières créations.
La saison du centre de musique baroque de Versailles (dont le siège se trouve à l'hôtel des Menus-Plaisirs, lieu ayant accueilli les États généraux de 1789) propose concerts, opéras et spectacles de danse.
Jusqu'en 2014, Versailles accueille Le Potager du Rock, un festival de musiques actuelles organisé par l'association Universailles Musiques. Le festival dure une semaine et propose une dizaine de concerts dans les bars de la ville et à la Royal Factory (café-théâtre). Lors des éditions précédentes, on a pu voir des groupes comme Karpatt, Los Chicros, les Joyeux Urbains, Les Blérots de R.A.V.E.L., Syd Matters, Gush ou encore Mass Hysteria. L'association a été obligée d'arrêter pour faute de financement et de problèmes avec la municipalité.[pas clair] Autre manifestation musicale annuelle : le Versailles jazz Festival. Plusieurs événements culturels annuels ont été également initiés par la ville depuis 2008 tels que « Histoire de Lire », le salon du livre d'histoire, les Vendredis du Rock, Trésors cachés, une chasse aux trésors à la recherche des curiosités de la ville, « L'Expo BD » qui met en scène l'univers des grandes signatures de la bande dessinée (Patrice Pellerin, l'auteur de la série L’Épervier en 2009, André Juillard, coauteur notamment de la reprise de la série Blake et Mortimer en 2010, William Vance, le dessinateur notamment de la série XIII en 2011, Philippe Francq, dessinateur de la série Largo Winch en 2012. En 2012, le prix Espoir du 9e art, dont le jury est présidé par Philippe Francq est décerné pour la première fois. En 2013, l'Expo BD est dédiée à Grzegorz Rosiński, le dessinateur de la série Thorgal. Rosinski est le président du jury de la seconde édition du prix Espoir du 9e Art. Un jury composé de journalistes et de plusieurs signatures de la bande dessinée dont Philippe Francq ou Patrice Pellerin.
Au milieu des années 2010, la poste centrale de Versailles déménage du 3 avenue de Paris. Datant des années 1950, le bâtiment rectangulaire réalisé par Robert Camelot ne sera pas détruit mais réaménagé afin d'accueillir une salle de spectacle de 600 places, des restaurants, des commerces et un centre d'innovation lié aux produits de luxe.
En 2019 et 2022, durant les mois de mai, juin et juillet, Versailles reçoit deux éditions de la Biennale d'architecture et de paysage de la Région Île-de-France (Bap !). Pour chaque édition, des œuvres de grands architectes, paysagistes, artistes nationaux et internationaux sont réunies et installées dans le centre de la ville. Ces réalisations innovantes, sous forme de pavillons accessibles au grand public, en plein air ou dans des lieux historiques, emblématiques de Versailles, mettent à l'honneur « L'homme, la nature et la ville » en 2019 et « Terre et villes » en 2022. Garant de leur bon déroulé et de leur indépendance, François de Mazières, maire de Versailles, est le commissaire général pour les deux éditions de la Bap !.

### Santé
Le centre hospitalier de Versailles comprend deux établissements dont un est situé dans la commune : la maison de retraite Despagne. Le second, qui accueille aussi le siège de l'établissement est l'hôpital André-Mignot, construit en 1981 dans la commune voisine du Chesnay-Rocquencourt. Il compte plus de 700 lits.
La ville possède également deux cliniques privées, la clinique des Franciscaines et la polyclinique de Versailles. La maison de santé « Claire demeure » est un centre de gériatrie et de soins palliatifs géré par la communauté religieuse protestante des diaconesses de Reuilly. À cela s'ajoute la résidence services seniors Le Solstice.

### Sécurité
Versailles dispose d'un commissariat de la police nationale rattaché au district de Versailles, d'une police ferroviaire basée à la gare des Chantiers et depuis les années 1980 d'une police municipale forte de 22 policiers municipaux et d'une quarantaine d'ASVP. En février 2005 a été mis en place un conseil local de sécurité et de prévention de la délinquance, destiné notamment à assurer une meilleure coordination des acteurs.
Le taux de criminalité de la circonscription de police de Versailles (Versailles, Le Chesnay-Rocquencourt, Buc et Les Loges-en-Josas, soit 125 348 habitants) est de 64,30 actes pour 1 000 habitants (crimes et délits, chiffres 2005), ce qui le situe légèrement au-dessus de la moyenne française (62,30), mais inférieur à la moyenne des circonscriptions de la strate démographique (100 000 à 250 000 habitants). Le taux de résolution des affaires par les services de police est de 24,96 %, légèrement inférieur à la moyenne du département de 26,24 %.

### Sports
La ville de Versailles dispose de nombreux équipements sportifs, dont une piscine, cinq stades, treize gymnases, neuf salles de sports et cinq espaces sportifs.
Elle compte 88 clubs sportifs regroupant plus de 16 000 licenciés dans quarante disciplines. Les plus notables sont la Société de natation de Versailles, le Club hippique de Versailles, le Tennis club du Grand Versailles, la Gymnastique volontaire de Porchefontaine, l'Entente Le Chesnay-Versailles et l'Union athlétique de Versailles.
- Athlétisme

Chaque année depuis 1979, Versailles accueille la course Paris-Versailles (16,2 km) dont l'arrivée a lieu avenue de Paris devant le château.
- Escalade

Association sportive affiliée à la Fédération française de la montagne et de l'escalade. Exerce son activité au gymnase de Montbauron et regroupe petits et grands.
- Une salle de Bloc (Blocbuster) est 11 rue Exelmans (sous le Forest Hill)[106]
- Football

le Football Club de Versailles 78 évolue en National.
- Cyclisme

Versailles a été 18 fois ville-étape du Tour de France entre 1958 et 2020, dont trois fois, en 1961, 1972 et 1973, à l'occasion d'une étape contre la montre en boucle. En 1989, la dernière étape, un contre-la-montre reliant Versailles à Paris, est restée célèbre pour avoir vu la défaite finale du Français Laurent Fignon, parti en jaune, face à l'Américain Greg LeMond, pour 8 secondes après plus de 3 000 km de course.
- Aviron

Le Cercle nautique est l’une des plus anciennes sociétés sportives versaillaises : l'association « Cercle Nautique de Versailles » a été créée en 1908. Elle exerce son activité depuis l’origine sur le Grand Canal du château de Versailles et a pour but le développement de l’aviron sous toutes ses formes. Le Grand Canal accueille régulièrement de grandes compétitions nationales ou internationales, organisées par le CN Versailles.
- Rugby

La pratique du ballon ovale démarre en 1893, lorsque des élèves du lycée Hoche se réunissent au sein de l’Association athlétique du lycée Hoche pour pratiquer le « football-rugby », comme l'on dit encore à l'époque. Plus d'un siècle après, le sport est toujours pratiqué à Versailles, au sein du Rugby Club de Versailles, mais aussi dans les équipes scolaires (notamment à Saint-Jean-Hulst). Depuis 2003, chaque samedi, des papas et leurs garçons se retrouvent pour jouer ensemble au rugby au sein de « Père et fils Rugby ». Le RC Versailles évolue en Fédérale 2.
En 2020, le Rugby Club de Versailles est cité comme « le plus grand club amateur » par le journal sportif Midi olympique, grâce à son nombre de licenciés.
- Équitation

Comptant 800 adhérents, le Club hippique de Versailles accueille chaque année des concours régionaux et départementaux.
La ville de Versailles accueille également l'Académie équestre de Bartabas, installée dans la Grande Écurie et qui est en même temps un centre de formation et un lieu où sont données des représentations de spectacles équestres. En 2024, Versailles accueille les épreuves olympiques d'équitation (dressage, saut d'obstacles et concours complet) dans les jardins du château, au bout du Grand Canal.
- Rallye

À plusieurs reprises, Versailles a été ville de départ du rallye Paris-Dakar, les concurrents démarrant de la place d'Armes, devant le château.
- Ultimate

Fort de sa cinquantaine d'adhérents, le Friselis Club est le premier club d'Ultimate-Frisbee des Yvelines (champion d'Europe en 2003).
- Handball

Le handball est devenu, pour de plus en plus de Versaillais, un sport en vogue depuis la série de victoires de l'Équipe de France de Handball commencée en 2008 aux Jeux Olympiques de Pékin. Fondé en 1963, la section handball du Racing Club Versailles a connu la nationale 2 dans les années 1970 avant de redescendre jusqu'en départemental honneur au cours des années 1980.
Le RCV se refait une santé jusqu'à retrouver le championnat prénationale. La dissolution du RCV omnisports à la fin des années 1990 - début des années 2000 pousse le club à devenir indépendant. C'est ainsi que le RCV fait peau neuve et devient le Versailles HandBall Club aussi connu par ses initiales, VHBC.
Le VHBC compte, à ce jour[Quand ?], sept catégories d'âge allant de l'école du hand au seniors (+ 18 ans). Ces équipes évoluent dans les différents championnats départemental (Yvelines), régional (Paris Île-de-France Ouest - PIFO) et national. Au terme de la saison 2012-2013, l'équipe fanion du club remporte le championnat de prénationale PIFO et intègre ainsi le championnat de Nationale 3.
- Basketball

Le basketball a depuis longtemps trouvé ses marques[évasif] à Versailles : tout d'abord dans le secteur féminin puisque celui-ci a été champion de France en 1986 et 1987 et finaliste en 1988 (sous le nom de l'union stade français Versailles).
Le secteur masculin est depuis 2004 en championnat National 3, après une brève incursion en Nationale 2 en 2006. Le secteur jeune a été vice champion de France en 2003. L'Entente Le Chesnay Versailles compte environ 520 licenciés ce qui le place parmi les cinq meilleurs club de basketball de France.
- Tir

Le Tir national de Versailles est l'un des plus grands clubs de tir d'Europe. Il a la particularité d'avoir ses installations dans l'enceinte d'une annexe du château. Ce club a sorti un grand nombre d'athlètes français, dont Cyril Graff, 4e aux Jeux olympiques de 2012, ou Pierre Coquelin de Lisle, lui-même champion olympique.[réf. nécessaire]
- La ville de Versailles bénéficie d'un complexe sportif assez varié : le Montbauron, où on peut pratiquer de la natation, de l'athlétisme ou même du football.

### Médias
Plusieurs médias indépendants diffusent à Versailles. Le plus important d'entre eux est Le Petit Versaillais, un magazine mensuel gratuit qui diffuse à 45 000 exemplaires,. Il s'agit du premier journal de la ville et des Yvelines en termes de diffusion. Il est suivi par un autre magazine gratuit, Versailles +, créé en 2007, dont la diffusion moyenne est de 16 078 exemplaires. Toutes Les Nouvelles est un hebdomadaire qui diffuse également à Versailles mais aussi à Saint-Quentin-en-Yvelines et à Rambouillet : sa diffusion moyenne est de 8 641 exemplaires. Comme dans la plupart des grandes villes on retrouve également à Versailles un bulletin municipal diffusé mensuellement (10 numéros/an).
Des sites internet sont spécialement dédiés à la vie versaillaise.
Et depuis le 1er décembre 2012, France Télévisions y compte une présence - avec une BIP (Borne d'information de proximité) - France 3 Versailles qui couvre l'actualité de la ville royale et des Yvelines pour France 3 Île-de-France.
France 3 Versailles est installé au 6 avenue de Paris, dans les locaux de la Communauté d'agglomération Versailles Grand Parc - dans la caserne des gendarmes.

### Lieux de cultes

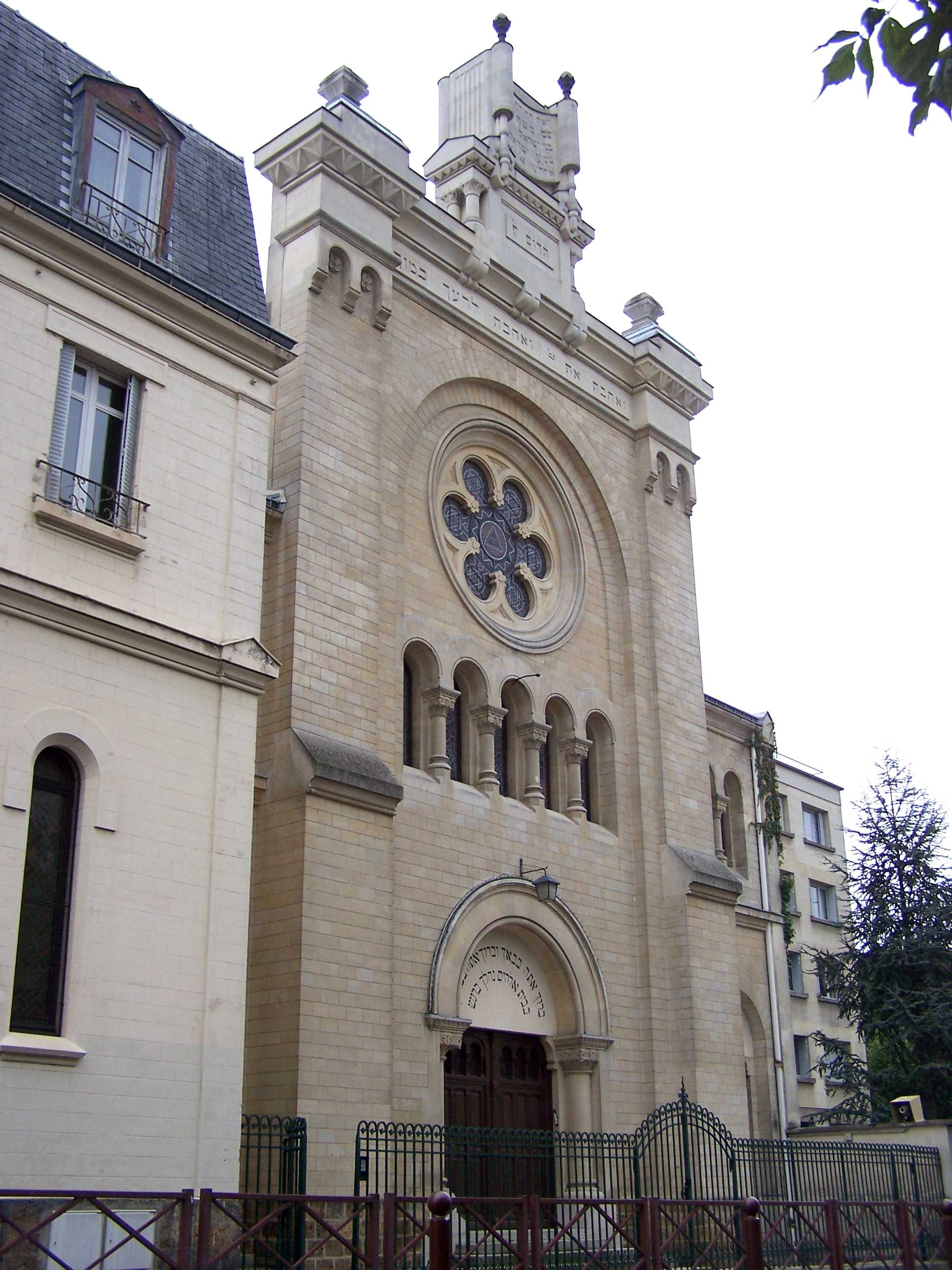
La synagogue de Versailles, rue Albert-Joly.

Versailles est le siège du diocèse catholique de Versailles, créé en 1790 et rattaché à l'archidiocèse de Paris, dont le territoire coïncide avec celui du département des Yvelines depuis 1966. Le diocèse gère le grand séminaire de Versailles. La ville compte neuf paroisses : Notre-Dame, Sainte-Jeanne-d'Arc (rattachées au doyenné de Versailles-Nord), cathédrale Saint-Louis, Sainte-Élisabeth, Sainte-Bernadette, Saint-Symphorien, Saint-Michel de Porchefontaine, chapelle Notre-Dame des Armées, chapelle Saint-Maurice de Satory (rattachées au doyenné de Versailles-Sud).
La ville possède également une mosquée (rue Jean-Mermoz) construite sous le mandat de maire d'Étienne Pinte.
Le temple protestant de Versailles, 3, rue Hoche, est une paroisse de l'Église protestante unie de France. Il est fondé en 1828. Une église anglicane.
Une synagogue (rue Albert-Joly), construite en 1886 grâce à la générosité d'une philanthrope, Cécile Furtado-Heine. Il est impossible de situer à quel moment est née la communauté juive de Versailles. Pourtant certains historiens font remonter l'existence d’un temple à 1769. Dans Historique sommaire de la population israélite de Versailles, écrit en 1850, l’auteur écrit : « En 1789, Monsieur Daniel Daniel a fondé un Temple à Versailles », il est donc fort possible que le culte juif fut célébré dans cette ville entre 1769 et 1789. La première synagogue devait se situer probablement dans un local où le culte fut exercé durant la Révolution, dans la maison dite du « Tambour », au numéro 9 de l’avenue d’Orient, aujourd’hui avenue de Saint-Cloud, au domicile du ministre-officiant. Cet oratoire fut transféré dans l’ancien hôtel du duc de Richelieu, situé au no 36 de la même avenue.
L’Église de Jésus-Christ des saints des derniers jours possède une église à Versailles (rond-point de l'Alliance) et un temple à vocation nationale, de grande dimension, au Chesnay-Rocquencourt, à la limite de Versailles (boulevard Saint-Antoine).
Versailles compte trois temples maçonniques sur sa commune.

## Économie

### Revenus de la population et fiscalité
En 2010, le revenu fiscal médian par ménage était de 43 208 €, ce qui plaçait Versailles au 1 261e rang parmi les 31 525 communes de plus de 39 ménages en métropole. En 2021, la médiane du revenu disponible par unité de consommation en 2021 était de 33 780 €.

### Emploi
Avec 45 623 emplois en 1999 pour une population de 85 726 habitants, soit près d'un emploi pour deux habitants, Versailles est un pôle d'emploi important qui représente 9 % des emplois offerts dans les Yvelines.
C'est un pôle tertiaire consacré au commerce, au tourisme, à l'éducation et à l'administration.
En 1999, le secteur tertiaire, soit 40 880 sur 45 623, représentait près de 89,6 % des emplois, dont près d'un tiers (27 %) dans les services aux entreprises et aux particuliers. Les autres secteurs totalisaient légèrement plus de 10 %, soit 7,4 % pour l'industrie, 2,6 % pour la construction, et 0,4 % pour l'agriculture. Versailles, qui n'a jamais été une ville industrielle, est à ce titre peu représentative des Yvelines qui comptent globalement plus de 20 % d'emplois industriels.
Les principales activités pourvoyeuses d'emplois sont l'administration publique (28,1 %), l'éducation (9,2 %), la santé et l'action sociale (8,6 %), le conseil et l'assistance (7 %), le commerce de détail et les réparations (5 %), les hôtels-restaurants (4,3 %), les activités financières (4 %), les services opérationnels (3,5 %), les services personnels et domestiques (3,4 %), les activités récréatives, culturelles et sportives (2,9 %), les transports (2,9 %).
La population active représente 39 654 personnes (1999) dont 6,9 % étaient chômeurs et 92,8 % avaient un emploi, soit un taux d'activité de 56,3 %. Elle comprend notamment 36,1 % de cadres et professions intellectuelles supérieures, 28,7 % d'employés et 22,6 % de professions intermédiaires. Un peu plus d'un tiers (35,8 %) des personnes ayant un emploi travaillaient dans la commune même. Il en résulte que chaque jour ouvrable environ 24 000 Versaillais quittent la ville pour aller travailler, notamment à Paris et dans les Hauts-de-Seine, tandis que 28 000 personnes viennent de l'extérieur travailler à Versailles. Contrairement à l'image qu'on lui donne de ville résidentielle aisée, Versailles est une ville populaire qui a plus d'actifs que de résidents.
En 2005, le taux de chômage était de 6 %, un chiffre inférieur à la moyenne des Yvelines (7,1 %), ainsi qu'à la moyenne nationale (8,6 %).
L'activité économique de la ville est dominée par cinq secteurs d'activité principaux :
- le tourisme lié essentiellement au château qui reçoit trois millions de visiteurs par an ;
- les fonctions administratives et commerciales, liées au statut de la ville, chef-lieu depuis 1968 des Yvelines et auparavant de la Seine-et-Oise, laquelle couvrait de 1780 à 1967, hors la Ville de Paris, toute l'actuelle région parisienne. De cette époque elle a conservé les sièges régionaux voire nationaux de diverses organisations publiques et privées, industrielles, commerciales et administratives ;
- l'enseignement et la recherche (cf. chapitre « Enseignement » plus bas) ;
- les activités liées à la défense (GIGN, Groupement blindé de gendarmerie mobile (GBGM) ainsi que la direction centrale du matériel de l'Armée de terre, localisées principalement à Satory ;
- le commerce situé en centre-ville, concurrencé cependant par les deux centres commerciaux régionaux proches, Parly 2 au Chesnay et Vélizy 2 à Vélizy-Villacoublay.

Certains voient cette activité économique comme atone depuis plusieurs années, à l'image de l'évolution générale de l'économie française. Elle serait, en effet, très centrée sur ses acquis : l'administration publique (14 % des 6 428 entreprises locales), le tourisme (qui profite fort peu à la ville de Versailles) et les commerces de proximité. Le taux de création d'entreprises est inférieur à 15 %, avec un net décrochage depuis 2008 (en regard de l'économie générale, elle-même faible). L'économie versaillaise est peu encouragée et peu créative ; aucune initiative notable n'est prise en ce domaine.
Versailles est notamment le siège de la Chambre de commerce et d'industrie de Versailles-Val-d'Oise-Yvelines qui gère notamment le port de Cergy, l'ESSEC et 15 autres centres de formation.
La Haute École des avocats conseils est désormais implanté à Viroflay, ville limitrophe.
(source : [INSEE http://www.statistiques-locales.insee.fr/FICHES/DL/DEP/78/COM/DL_COM78646.pdf])

### Principales entreprises
- Nexter, groupe public d'armement implanté au camp de Satory, siège du groupe et centre de recherche et développement dans le domaine des chars et blindés.
- Renault Trucks Défense, fabricant de véhicules tactiques, logistiques et blindés pour les armées, implanté au camp de Satory.
- Citroën Sport, également à Satory.
- Kléber Industries, filiale de Michelin, caoutchouc industriel.
- Luchaire Défense, armement.
- Nature et Découvertes siège de l'entreprise, dans le quartier de Versailles Chantiers

### Versailles, ville de garnison
Versailles est aussi une importante ville de garnison depuis la période monarchique. Les organismes de l'armée et de la défense représentent environ 7 000 emplois civils et militaires[Quand ?], souvent hautement qualifiés, et pour l'essentiel situés dans le quartier de Satory[réf. nécessaire]. Parmi les organismes militaires présents à Versailles, on peut citer notamment :
- la direction centrale du service d'infrastructure de la Défense (DCSID) ;
- le service technique des bâtiments, fortifications et travaux (STBFT) ;
- la section technique de l'Armée de terre (STAT) ;
- la direction centrale du matériel de l’armée de terre (DCMAT) ;
- le groupement blindé de gendarmerie mobile (GBGM) qui compte environ 1 000 hommes ;
- le groupe d'intervention de la Gendarmerie nationale (GIGN), environ 400 hommes ;
- le service interarmées des munitions ;
- le conservatoire militaire de la musique de l’armée de terre (CMMAT).

Le 5e régiment du génie (qui comprend une compagnie unique dans l'armée française, la 10e CTVF, compagnie de travaux de voies ferrées) a quitté Versailles le 10 juin 2010.
La ville a accueilli la base aérienne 134 Versailles, avec les deux premières promotions de l'École de l'air, en 1935 et en 1936 (la formation des navigants y étant active depuis 1922)[pas clair].

## Culture locale et patrimoine

### Lieux et monuments

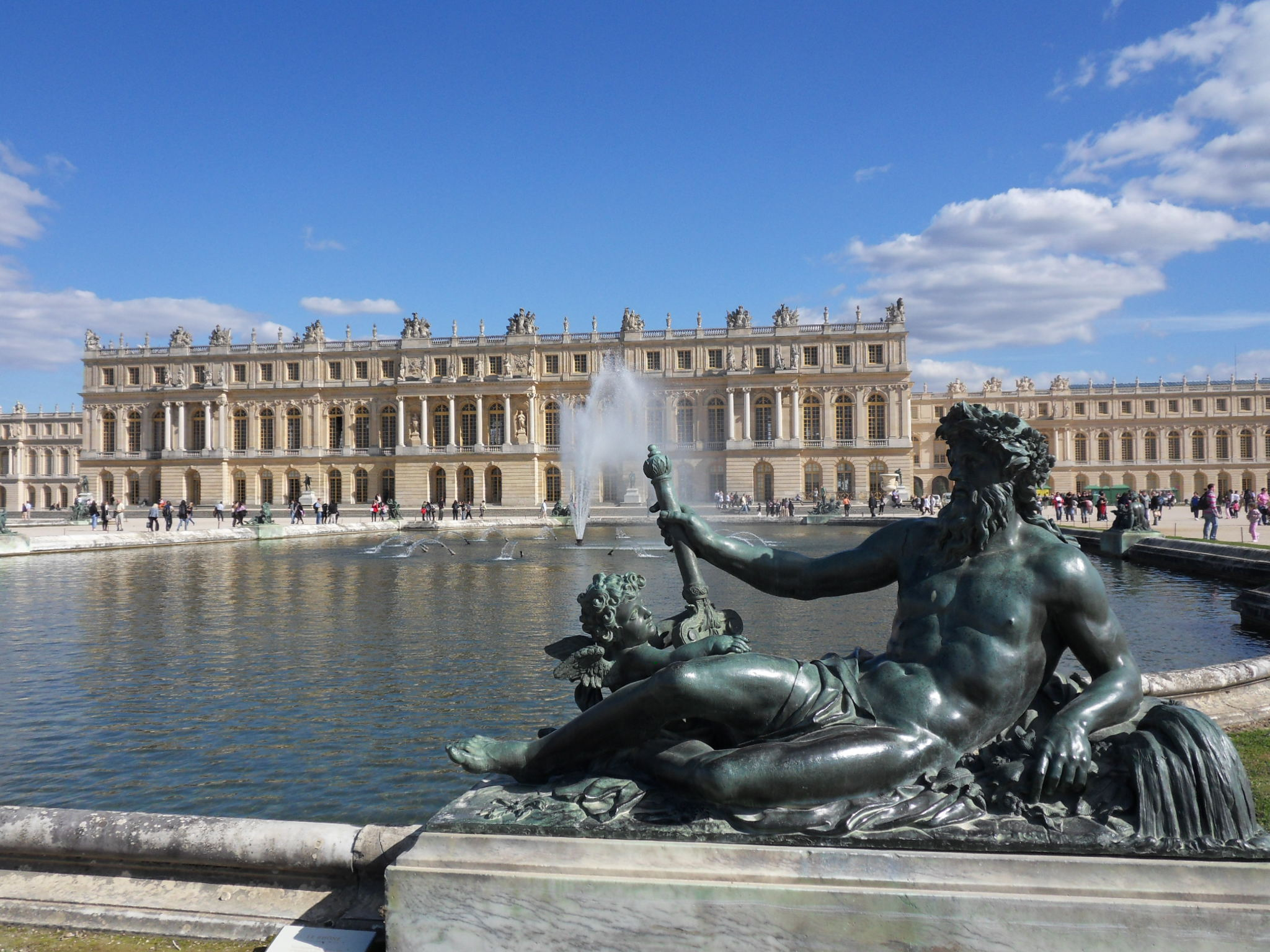
Le château de Versailles vu des jardins.

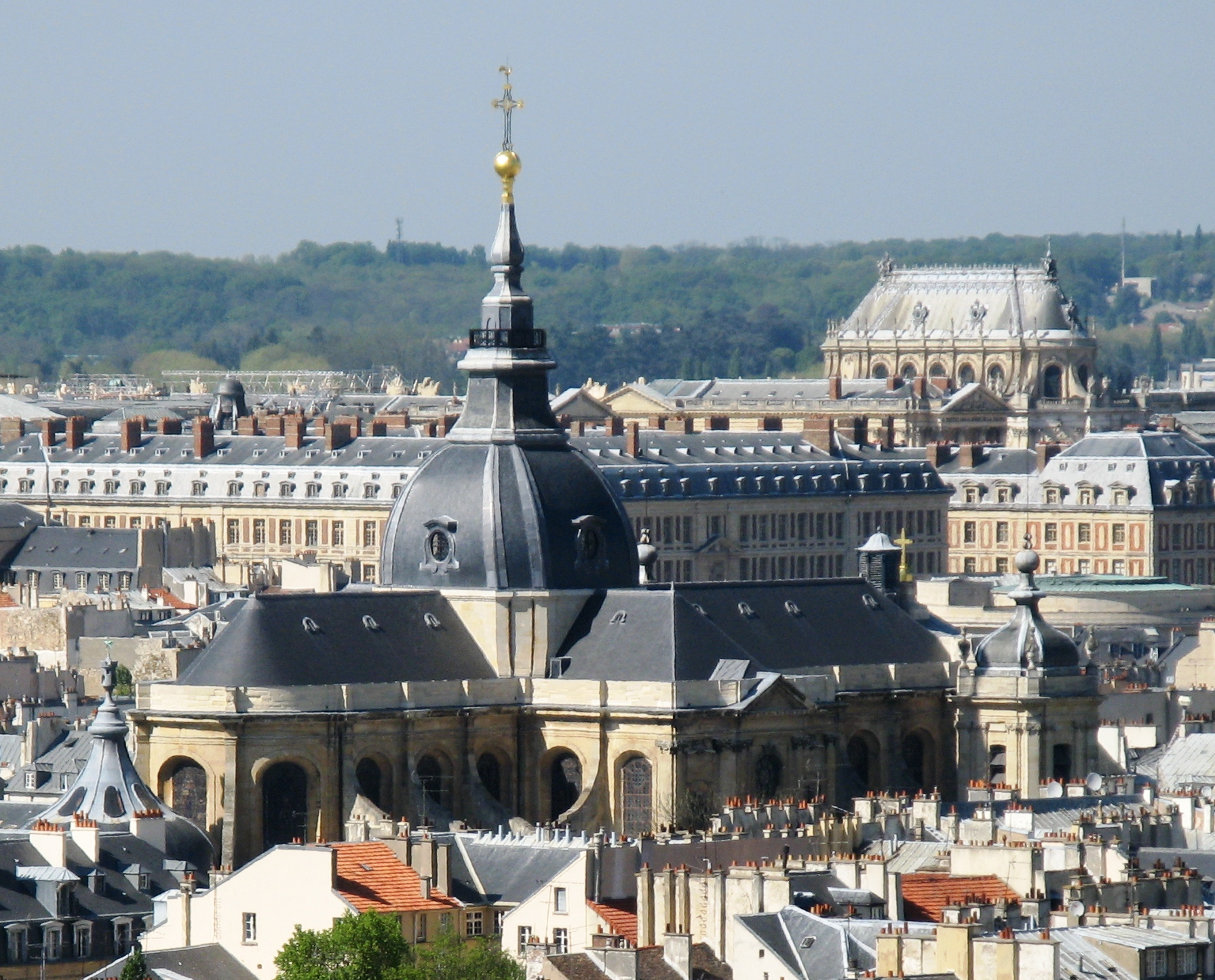
Cathédrale Saint-Louis, avec en arrière-plan, le Grand Commun et la chapelle du château.

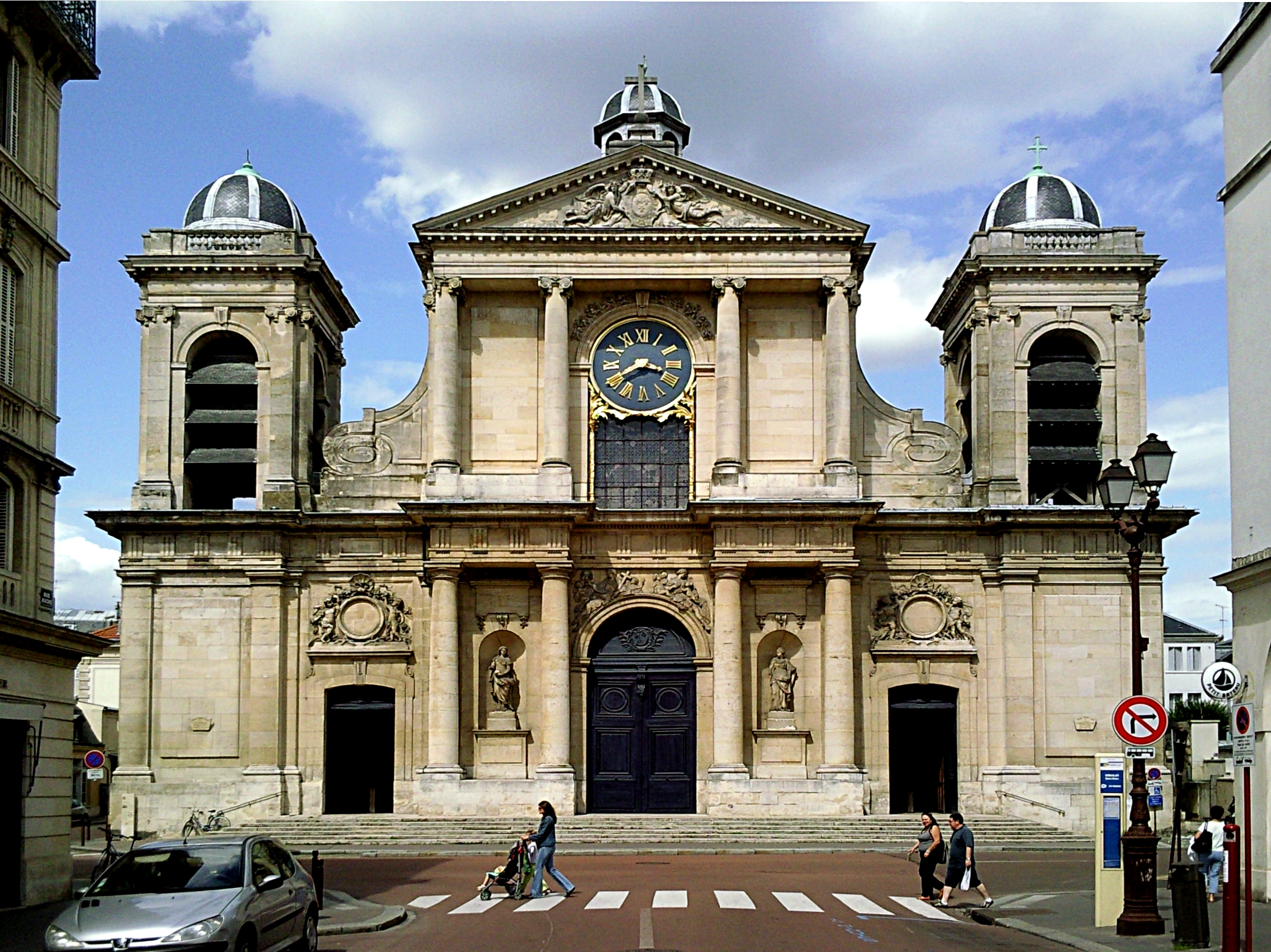
Église Notre-Dame.

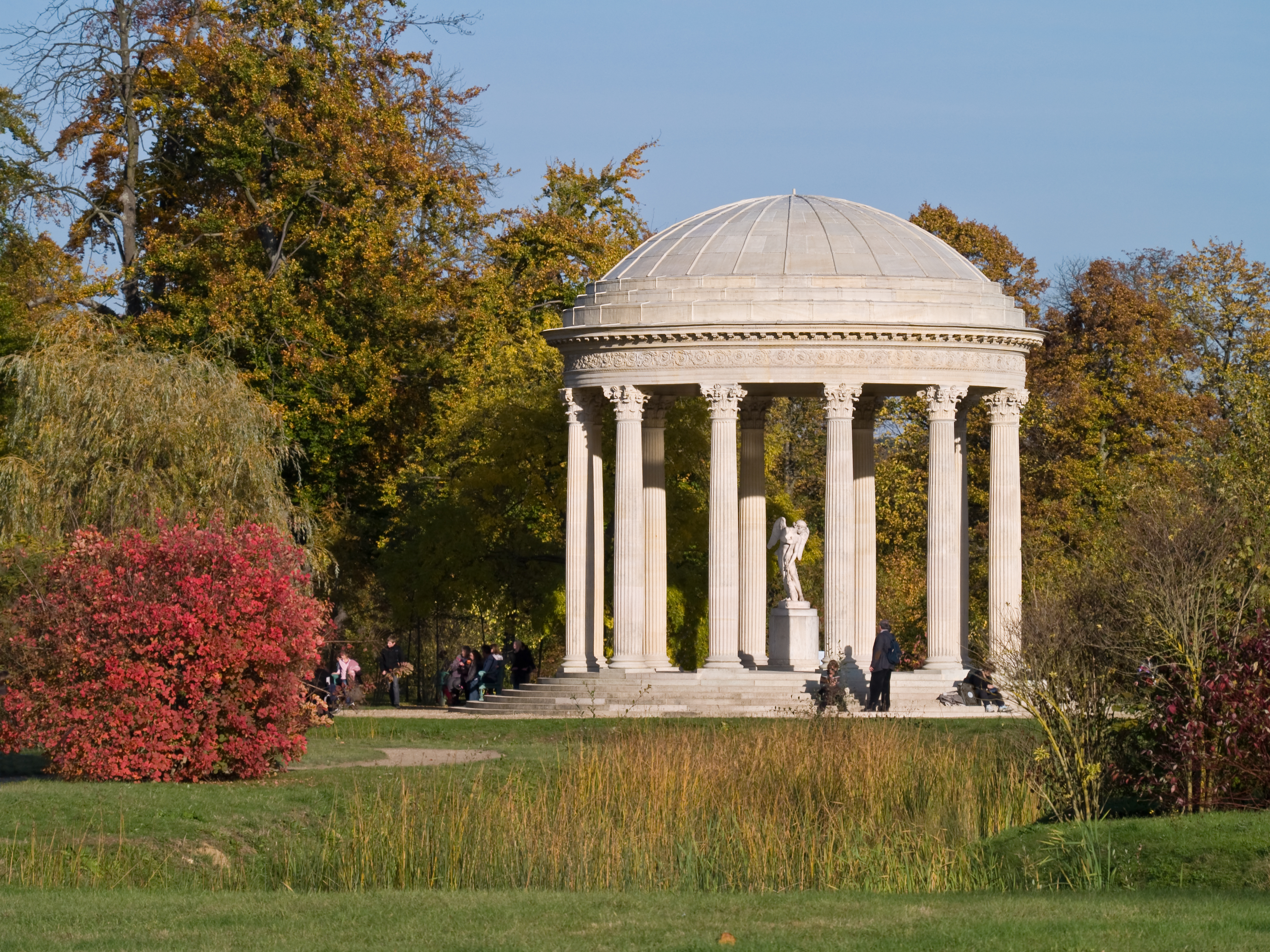
Le Temple de l'Amour, érigé par Richard Mique en 1778 dans le jardin anglais du Petit Trianon.

#### Le domaine de Versailles
Il rassemble les monuments gérés par l'établissement public du château de Versailles et comprend principalement le château de Versailles, monument classé dans la liste du patrimoine mondial de l'Unesco. Il fut le siège de la cour des rois de France sous Louis XIV, Louis XV et Louis XVI. L'Angleterre y reconnut l'indépendance des États-Unis (1783), l'unification du IIe Reich (1871) y fut proclamée et on y signa le traité de Versailles (1919), dans la galerie des Glaces et c'est toujours au château que se réunissent en Congrès députés et sénateurs pour y ratifier toute modification de la constitution.
Dans le parc se trouvent le Grand et le Petit Trianon, ainsi que le Hameau de la Reine et en ville :
- le Grand Commun, autrefois « Grand Quarré des Offices-Commun », œuvre de Jules Hardouin-Mansart, inauguré en 1684 ; ce bâtiment en forme de quadrilatère situé devant l'aile du Midi abritait à l'origine divers services d'intendance du château. Occupé jusqu'en 1995 par l'hôpital militaire Dominique-Larrey, il abrite les services administratifs du château ;
- la grande Écurie, qui abrite la galerie des Carrosses, et la petite Écurie, qui abrite l'École Nationale Supérieure d'architecture de Versailles, bâtiments jumeaux situés en face du château, de part et d'autre de l'avenue de Paris, dus également à Jules Hardouin-Mansart ;
- les écuries de la reine, d'abord écuries du roi puis de la reine, construites par François d'Orbay en 1672, qui accueillent actuellement la cour d'appel de Versailles ;
- l'actuel hôtel de police de Versailles, ancienne écuries de Madame du Barry ;
- l'actuelle chambre de commerce, ancien hôtel de Madame du Barry.

#### Édifices religieux

##### Catholique
- La cathédrale Saint-Louis, place Saint-Louis, œuvre de Jacques Hardouin-Mansart de Sagonne, inaugurée en 1754, est la plus grande église de Versailles ; elle a rang de cathédrale depuis 1795 et fut consacrée en 1843 (classée monument historique en 1906).
- L'église Notre-Dame, rue de la Paroisse, œuvre de Jules Hardouin-Mansart et consacrée en 1686, est la plus ancienne église de Versailles. Elle était le siège de la paroisse royale qui a enregistré tous les actes de baptême, de mariage et de décès de la famille royale (classée monument historique en 1933).
- L'église Saint-Symphorien, rue Saint-Fiacre.
- L'église Sainte-Jeanne-d'Arc, place Elisabeth Brasseur.
- L'église Sainte-Bernadette, rue Saint-Nicolas-de-Montreuil.
- L'église Sainte-Élisabeth, rue des Chantiers.
- L'église Saint-Michel, rue des Célestins.

##### Chapelles
- chapelle Saint-Louis du château de Versailles, œuvre de Jules Hardouin-Mansart et Robert de Cotte, consacrée en 1710, est située dans l'aile nord du château. Les peintures de la voûte sont dues à Antoine Coypel.
- Chapelle du Petit Trianon, allée des Deux-Trianons.
- Chapelle de l'Hôpital Royal de Versailles boulevard de la Reine[123].
- Chapelle de l'Immaculée-Conception des Clarisses, rue Monseigneur-Gibier.
- Chapelle de la maison de retraite des Petites Sœurs des Pauvres, avenue Franchet-d'Esperey-de-Glatigny.
- Chapelle Notre-Dame-des-Armées, impasse des Gendarmes.
- Chapelle du lycée Notre-Dame-du-Grandchamp, rue Royale.
- Chapelle Notre-Dame d'Espérance, rue du Maréchal-Joffre.
- Chapelle du Sacré-Cœur, avenue de Paris.
- Chapelle du lycée Sainte-Geneviève, rue de l'École-des-Postes.
- Chapelle Sainte-Marie, avenue de Villeneuve l'Étang (maison paroissiale Sainte-Marie) de Clagny.
- Chapelle du collège lycée Saint-Jean Hulst, rue du 26 rue du Maréchal de Lattre de Tassigny.
- Chapelle Saint-François-de-Sales, rue de l'École-des-Postes de Montreuil.
- Chapelle Saint-Joseph, boulevard de Glatigny de Glatigny.
- Chapelle Saint-Maurice, rue de Général-Eblé (Camp de Satory).
- Chapelle des Sœurs de Saint-Jean, rue Édouard-Charton.
- Chapelle du lycée Hoche, ancien couvent de la Reine, avenue de Saint-Cloud.
- Chapelle Ermitage, rue de l'Ermitage (Fondacio).
- Chapelle de l'Ermitage, rue de l'Ermitage.
- Chapelle de Béthune, place Laboulaye.
- Couvent des Récollets, rue des Récollets, œuvre de Jules Hardouin-Mansart (1684), dont il ne reste que le cloître et le portail d'entrée.

##### Protestant/Évangélique
- Temple réformé, rue Hoche.
- Église évangélique pentecôtiste, rue du Parc de Clagny, détruite le 23 avril 2019 à la suite d'un incendie accidentel originaire du garage mitoyen[124].
- Église évangélique du Nazaréen, rue du Peintre Lebrun (ancienne anglicane).
- Église évangélique adventiste, rue des Réservoirs.

##### Anglicane
- Église anglicane Saint-Marc, rue du Pont Colbert.

##### Musulman
- Mosquée, rue Jean Mermoz.

##### Israélite
- Synagogue, rue Albert Joly.

##### Église millénaristes
- Église de Jésus-Christ des saints des derniers jours, rond-point de l'Alliance.
- Salle du royaume des témoins de Jéhovah, rue Albert Sarraut.

### Autres monuments
- La batterie du Ravin-de-Bouviers, située sur le plateau de Satory au-dessus du ravin de Bouviers à la limite du territoire de Guyancourt, est une ancienne batterie militaire construite en 1879, destinée à contrôler le passage des troupes sur le plateau.
- La gare de Versailles-Château-Rive-Gauche, bâtiment en pierre, fonte et verre, inauguré en 1840 (terminus d'une branche de la ligne C du RER)
- L'hôpital Richaud, ou ancien Hôpital Royal de Versailles, situé dans le centre de Versailles près de la gare Rive-Droite. Cet hôpital a une longue histoire puisqu'à son origine est la Maison de la charité créée par Louis XIII en 1636[125].
- Le lycée Hoche, ancien couvent de la Reine.
- Le marché Notre-Dame.
- Le monument national de la gendarmerie[126], situé place de la Loi.
- Le Domaine de Montreuil, résidence de Madame Élisabeth, sœur de Louis XVI.
- Le théâtre Montansier.
- La villa Bomsel.
- Le Palais des congrès de Versailles.

### Statues monumentales
- Jules Hardouin-Mansart (place Alexandre-Ier).
- Jean-Antoine Houdon (square Jean-Houdon).
- Lazare Hoche (place Hoche).
- André Le Nôtre (place Alexandre-1er).
- Charles-Michel de L'Épée, dit l’abbé de l'Épée (place Saint-Louis).
- Ferdinand de Lesseps (angle du boulevard de la République et du boulevard De Lesseps).
- Louis XIV (place d'Armes).
- Monument Pershing - Lafayette, architecte Jacques Carlu, sculpteur Joachim Costa (avenue des États-Unis).

### Patrimoine ferroviaire
Outre le fait que Versailles possède cinq gares : Versailles-Rive-Droite, Versailles-Château, Versailles-Chantiers, Montreuil et Porchefontaine, divers matériels ferroviaires ont été longtemps conservés au camp des Matelots, ancienne base du 5e régiment du génie, notamment une grue ferroviaire pour la pose d'éléments de ponts surnommée « Diplodocus », pesant 218 tonnes et classée à l'inventaire général des monuments historiques en 2005, ainsi que divers types de wagons et voitures.

### Parcs et jardin

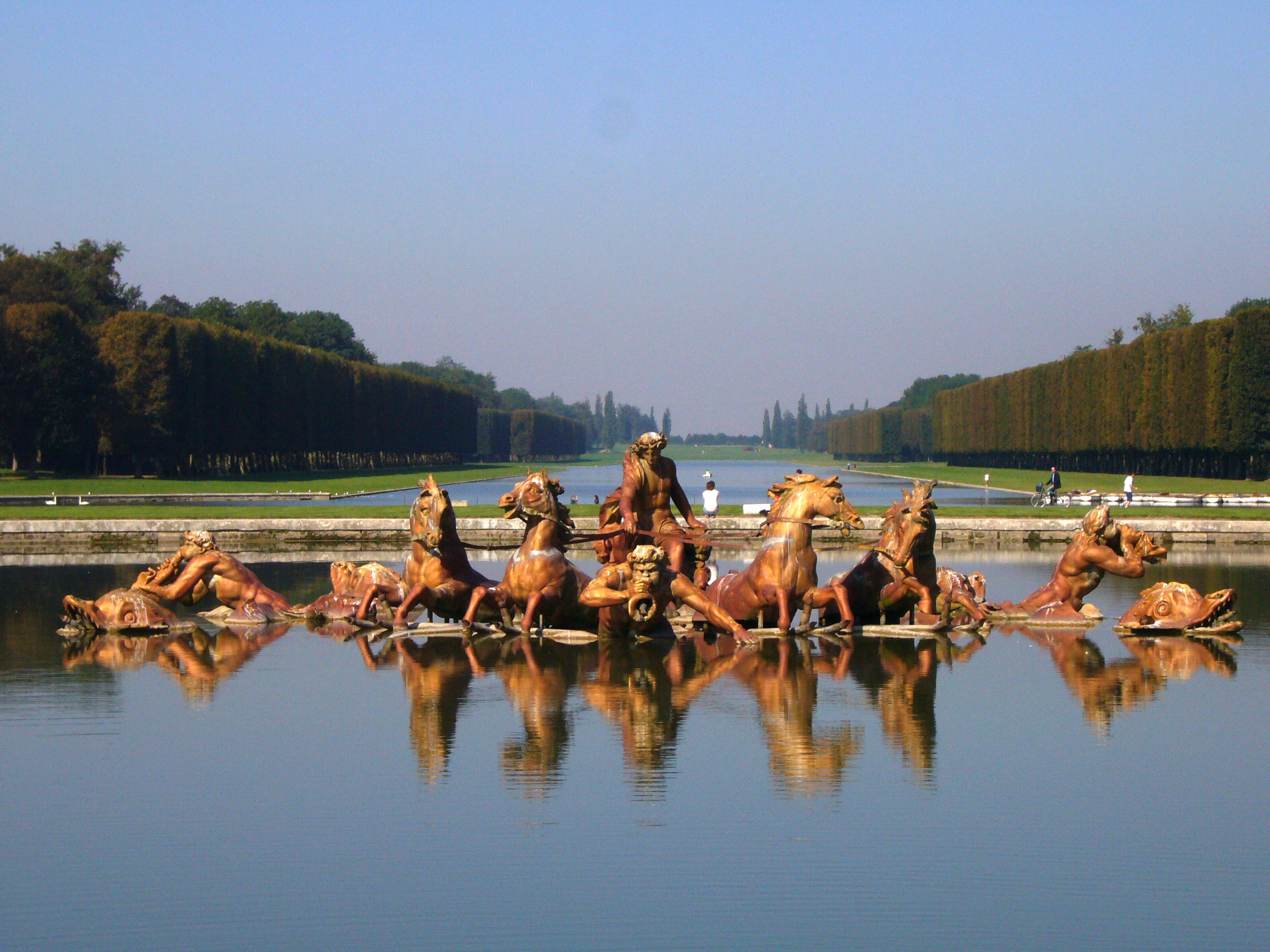
Le bassin d'Apollon.

- Le potager du roi, adjacent au parc de Versailles avec lequel il communiquait par la « grille du Roi » : ce potager et verger de neuf hectares a été créé en 1683 par Jean-Baptiste de La Quintinie. Classé monument historique en 1926, il est aussi le siège de l'école nationale supérieure du paysage qui en assure la gestion.
- Le parc Balbi est un parc à l'anglaise de 2,5 hectares, créé à la fin du XVIIIe siècle pour Anne de Caumont La Force, comtesse de Balbi et maîtresse du comte de Provence. Après diverses vicissitudes, ce jardin a été classé monument historique en 1926, partiellement restauré et rouvert au public en 2003.
- Orangerie et Domaine de Madame Élisabeth : ce parc a une superficie de 7,2 hectares.

La ville participe au Concours des villes et villages fleuris et a obtenu quatre « fleurs » en 2016. Elle a renoncé à utiliser des produits phytosanitaires pour l'entretien des parcs, jardins et voiries depuis 2005.

### Musées
Dans le château :
- Musée d'histoire de France (château de Versailles) : musée créé en 1837 par le roi Louis-Philippe, dédié « À Toutes Les Gloires De La France », dont la pièce maîtresse est la galerie des Batailles.

Hors du château, mais dépendant du domaine national de Versailles :
- Galerie des Carrosses (Grande Écurie) ;
- Salle du Jeu de paume, transformée en musée de la Révolution en 1883, sous Jules Ferry (rue du Jeu de paume, quartier Saint-Louis)

Autres musées :
- Musée Lambinet, musée municipal installé en 1932 dans l'hôtel Lambinet et qui présente des collections évoquant l'histoire de Versailles et notamment des œuvres du sculpteur versaillais Jean-Antoine Houdon ;
- L'osmothèque, musée privé inauguré en 1990 dans les locaux de l'Institut supérieur international du parfum, de la cosmétique et de l'aromatique alimentaire (ISIPCA), collection de parfums, visitée seulement sur rendez-vous[130].

### Versailles au cinéma et à la télévision
De nombreux films ont été tournés à Versailles, notamment au château :
- Si Versailles m'était conté... de Sacha Guitry, 1953
- Le Corniaud de Gérard Oury, 1964
- Les Grandes Vacances de Jean Girault, 1966
- Le Grand Restaurant de Jacques Besnard, 1966
- Lady Oscar de Jacques Demy, 1978
- La Boum de Claude Pinoteau, 1980
- Les Sous-doués de Claude Zidi, 1980
- Plus beau que moi, tu meurs de Philippe Clair, 1982
- Danton d'Andreï Wajda, 1983
- Liberté, Égalité, Choucroute de Jean Yanne, 1985
- Camille Claudel de Bruno Nuytten, 1987
- Valmont de Miloš Forman, 1988
- Les Liaisons dangereuses de Stephen Frears, 1988
- Chouans ! de Philippe de Broca, 1988
- Marie-Antoinette de Caroline Huppert, 1989
- La Révolution française (Les années lumière) de Robert Enrico, 1989
- Le Radeau de la méduse de Azimi, 1989
- L'Autrichienne de Pierre Granier-Deferre, 1989
- Versailles Rive-Gauche de Bruno Podalydès, 2009
- Jefferson à Paris de James Ivory, 1994
- Ridicule de Patrice Leconte, 1995
- Beaumarchais d'Édouard Molinaro, 1995
- L'Allée du roi de Nina Companeez, 1995
- Dieu seul me voit (Versailles-Chantiers) de Bruno Podalydès, 1998
- Bienvenue chez les Rozes de Francis Palluau, 2003
- Marie-Antoinette de Sofia Coppola, 2006
- La Tourneuse de pages de Denis Dercourt, 2006
- Coco de Gad Elmaleh, 2009
- Les Adieux à la reine de Benoît Jacquot, 2012
- Les Jardins du roi d'Alan Rickman, 2014
- Microbe et Gasoil de Michel Gondry, 2015

### Personnalités liées à la commune
- Arnaud-Ferdinand de La Porte (1756-1824), évêque du diocèse de Carcassonne (1802-1824), est né à Versailles.
- Étienne de Jouy (1764-1846), dramaturge et librettiste, né à Versailles.
- Charles Letombe (1782-1835), architecte français, né à Versailles.
- Louis Evrard Conrad de Kock (1815-1874), est un peintre français né à Versailles.
- Adolphe Dutilleux (1829-1916), est un historien décédé à Versailles
- Jules Cornilliet (1830-1885), peintre français né à Versailles.
- Gustave Oudry (1833-1900), peintre français, y a vécu et y est mort.
- Caroline Bouffay (1845-1932), peintre française morte à Versailles.
- Marie d'Agon de la Contrie (1848-1908), femme de lettres et auteure de romans pour la jeunesse, a vécu au 24 bis, rue de la Bonne-Aventure à partir de 1894.
- Adrienne Peytel (1849-1924), artiste peintre française, née à Versailles.
- Henri Mornand (1852-1921)[132], journaliste et rédacteur au ministère de l’Instruction publique.
- Paul-Émile Mangeant (1858-1938), artiste peintre décédé à Versailles.
- Paul Robert Hickel (1861-1935), botaniste français, y est mort.
- Félicie d'Estienne (1864-1942), peintre, y est morte.
- Louise Émilie Gallet-Levadé (1865-1937), peintre, y est née.
- Pierre-Léon Dusouchet (1876-1936), peintre, graveur, sculpteur et écrivain, né et mort à Versailles.
- Vincent Salazard (1909-1993), coureur cycliste français mort à Versailles.
- Jean Taris (1909-1977), nageur français, vice-champion olympique et recordman du monde sur plusieurs distances, né à Versailles.
- Philippe Clave (1916-1996), général d'armée, y a vécu une bonne partie de sa vie.
- Jacques Duntze (1922-1995), aviateur et résistant français, mort à Versailles.
- Claude Mademba Sy (1923-2014), officier des Forces françaises libres et l'un des fondateurs de l'armée sénégalaise, né à Versailles.
- Paul-Émile Mangeant (1858-1938), peintre français, y a vécu et y est mort.
- Joëlle Mélin (1950-), députée européenne puis députée des Bouches-du-Rhône, née à Versailles.
- Djemel Barek (1963-2020), acteur et scénariste franco-algérien.
- Christian Ott (1968-), organiste, cotitulaire du grand orgue de la cathédrale Saint-Louis.
- Sophie Koch (1969-), mezzo-soprano française.
- Stéphane Nomis (1970-), triple médaillé européen de judo et entrepreneur, né à Versailles.
- Arnaud Demanche (1982-), humoriste français, est né à Versailles.
- Amaury de Crayencour (1984-), acteur francais.
- François-Xavier Bellamy (1985-), élevé à Versailles, adjoint au maire de 2006 à 2019, député européen.
- Guillaume Babouin (1993-), boxeur et mannequin français.
- Benjamin Axus (1994-), judoka français, né à Versailles.
- Laurence Boccolini (1963-), animatrice de radio et de télévision, est née à Versailles.
- Ophélie Meunier (1987-), animatrice de radio et de télévision, est née à Versailles.
- Thomas Hugues (1966-), animateur de radio et de télévision, est né à Versailles.
- Francis Perrin (1947-), acteur, est né à Versailles.
- Denis Podalydès (1963-), acteur, est né à Versailles.
- Ferdinand de Lesseps (1805), diplomate, est né à Versailles.
- Albert Ducrocq (1921), journaliste et météorologue, est né à Versailles.

### Héraldique, logotype et devise
|  | Versailles - Les armes de Versailles se blasonnent ainsi : d'azur aux trois fleurs de lys d'or, au chef d'argent chargé d'un coq bicéphale issant au naturel. - Les armoiries de Versailles ont été enregistrées en 1944 par la commission départementale d'héraldique, mais leur origine remonterait à 1789. Le coq à deux têtes symbolise la double obligation de la municipalité d’une part envers le château et d’autre part envers la ville. |

|  | Versailles sous le Premier Empire - Les armes de Versailles sous l'Empire se blasonnent ainsi : d'azur, au château d'or, surmonté de trois jets d'eau d'argent, au chef de gueules chargé de trois abeilles d'or, qui est des bonnes villes de l'Empire. |